# Grčka komedija
Grčka komedija bila je, uz tragediju i satirsku igru, jedan od tri glavna žanra starogrčkog kazališta i obuhvaćala je niz scenskih vrsta, uključujući pučku improvizaciju, mim i flijačku farsu. No po umjetničkoj vrijednosti i utjecaju na kasniju europsku književnost daleko iznad svih drugih formi izdvaja se atička komedija, koja se danas konvencionalno dijeli na staru, srednju i novu. Stara atička komedija sačuvala se u vidu jedanaest cjelovitih Aristofanovih komada, srednja je sačuvana samo u fragmentima, koje je većinom zabilježio Atenej iz Naukratisa, a novu poznajemo prije svega iz opsežnih papirusnih fragmenata Menandrovog djela. Veliki grčki filozof Aristotel napisao je u svojoj Poetici (oko 355. pr. n. e.) da je komedija "podražavanje nižih karaktera, ali ne u punom obujmu onoga što je loše, nego onoga što je ružno, a smiješno je samo dio toga; jer smiješna je neka grješka i rugoba koja ne donosi bola i nije pogubna; na primjer: smiješna maska, to je nešto ružno i nakazno, ali ne boli". Spoj dramske radnje s bogatstvom glazbe i plesa, kao i lirskih glumačkih dijelova, čini grčku komediju, osobito staru atičku, umnogome nalik kasnijim operetama ili čak mjuziklima.

## Podrijetlo i počeci komedije
Početke komedije i najstarije faze njenog razvoja karakteriziraju velike nepoznanice i nedorečenosti, s obzirom na to da ta tema nije bila predmet značajnog interesa ni onda kad je o njoj bilo mnogo više dostupnih informacija nego danas. Grci su se rijetko zanimali za antikvarska ispitivanja i dugo su smatrali da komedija ne zavrjeđuje posebnu pažnju, "jer se prvobitno", kaže Aristotel, "komedija nije ozbiljno uzimala. Komičkim pjesnicima arhont je tek kasno odobrio kor, a njega su ranije činili dragovoljci (ἐθελονταί). Tek onda kad je komedija dobila određene umjetničke oblike, spominju se poznati njeni pjesnici. A tko je uveo maske ili prologe ili povećao broj glumaca i drugo, nije poznato". Formalnu definiciju komedije Aristotel ne daje, ali je možda određuje kao "oponašanje onoga što je smiješno" (μίμησις τοῦ γελοίου), odnosno kao "podražavanje nižih karaktera (μίμησις φαυλοτέρων), ali ne u punom obujmu onoga što je loše, nego smiješnog dijela onog što je ružno". S druge strane, postavljala se teza i da je Aristotelova formalna definicija komedije danas izgubljena, ali da je morala nalikovati njegovoj definiciji tragedije, tj. da je komediju opisivala kao neku vrstu pročišćenja, tj. katarze (κάθαρσις) određenih osjećaja putem smijeha i poruge.
Ono što je pouzdano jest da je uspon komedije počeo njezinim uključenjem u program Dionizijskog festivala. I komedija i tragedija, kaže Aristotel, postale su od prvobitne improvizacije (ἀπ᾽ ἀρχῆς αὐτοσχεδιαστικῆς), i to komedija "od onih koji su započinjali faličke pjesme" (ἀπὸ τῶν ἐξαρχόντων τὰ φαλλικά) u veselim povorkama (κῶμος), koje su na Dionizovim svetkovinama, upriličenim u povodu berbe grožđa, iskazivale osjećaje radosti i sreće, i to tako što su išle okolo, što pješke što vozeći se na kolima, noseći falus kao simbol produktivne moći prirode i pjevajući razvratne i šaljive pjesme u čast Dioniza i njegovih mitskih pratitelja. Uz te su pjesme često išle grube improvizirane (αὐτοσχεδιαστική) dosjetke, koje su članovi povorke upućivali okolnim promatračima, upravo kao što kor u Aristofanovim Žabama nakon pjesme upućene Jakhu počne ismijavati demagoga Arhedema. Na takvo podrijetlo komedije ukazuje i sam naziv κωμῳδία, koji se može protumačiti kao "pjesma komosa". Taj se zaključak izvodio iz Aristotelove tvrdnje da se komedija razvila iz faličkih pjesama, kao i iz Demostenovog spominjanja "komosa i pjesama komosa" (ὁ κῶμος καὶ οἱ κωμῳδοί). No, već u antici postojala su i drukčija tumačenja ovog naziva. Megarani su smatrali da je naziv "komedija" povezan s imenicom κώμη ("seoska pjesma"), pa su to gledište navodili u prilog svojoj tvrdnji da je komedija stvorena u njih, a ne u Atenjana. "Zato i uzimaju Dorani", kaže Aristotel, "i tragediju i komediju kao svoje tvorevine, a komediju Megarani, i to i ovi ovdje, jer kažu da je postala kod njih u doba demokracije, i oni sa Sicilije, jer otuda bijaše pjesnik Epiharmo, koji je mnogo ranije živio nego Hionid i Magnet". Ovo tumačenje prihvatili su i neki stari gramatičari, npr. Ivan Ceces i nepoznati autor spisa O komediji, koji daje dosta neobičan opis podrijetla komedije, ali je ipak značajan zato što ističe osobni napad kao bit komedije: "komedija je u biti neka vrsta javne kritike ljudi" (κωμῳδία ἐστὶν ἡ ἐν μέσῳ λάου κατηγορία ἤγουν δημοσίευσις), a i u suvremeno doba ta je teorija imala svojih pristaša.
Aristotel je začetke komedije vidio u homerskom epu Margit, "jer kako Ilijada i Odiseja stoje prema tragediji, tako on stoji prema komediji". I premda taj ep svakako prikazuje jedan lik sa smiješne točke gledišta, ipak nalazimo da je komedija neki određeniji oblik prvi put poprimila kod Dorana. Kako je navedeno, i Megara u kopnenoj Grčkoj i Megara Hiblejska na Siciliji tvrdile su da je komedija nastala u njih, a što se tiče atičkog tipa komedije, tvrdnja istamske Megare čini se bar donekle utemeljenom: ovi su Megarani bili poznati po svom grubom humoru, a i njihovo demokratsko uređenje, koje je bilo uvedeno dosta rano, naime nakon svrgavanja tiranije početkom 6. stoljeća pr. n. e., pogodovalo je razvitku komedije u pravom smislu te riječi. U polisima s aristokratskim uređenjem impuls za podražavanjem smiješnoga i apsurdnoga morao je naći neki manje neobuzdan način izražavanja. Tvrdnja Megarana da je komedija od njih potekla, što se možda odnosi samo na jampsku komičku tradiciju, javlja se usporedo s tradicijom da je utemeljitelj atičke komedije Suzarion, za kojeg Parska kronika kaže da je negdje između 581. i 560. pr. n. e. prvi put prikazao komediju u atičkoj demi Ikariji, središtu Dionizovog kulta, i za kojeg kasnija predaja kaže da je rođen u jednom selu na području Megare, odakle se preselio u Ikariju.
Lakedemonjani, koji su voljeli mimetičku i glazbenu zabavu, imali su svoje "prikazivače" (δεικηλικταί), čiji su se scenski prikazi, kako se čini, sastojali od travestije likova iz svakodnevnog života, a najomiljeniji su bili kradljivac voća i strani ljekarnik, za čije su prikazivanje imali na repertoaru poseban mimetički ples. Među pretečama komedije nalaze se i "falofori" (φαλλόφοροι = "nosači falusa") i "itifali" (ἰθύφαλλοι = "podizači falusa") u Sikionu, koji su, prema Atenejevim riječima, bili isto što i spartanski "prikazivači" (δεικηλικταί). Ovdje je u davnini i ditiramb dramatiziran, komos (κῶμος) je prvi put poprimio više dramski oblik, a govorilo se i da je bog Dioniz izmislio komediju u Sikionu. "Falofori" nisu nosili maske, ali su svoja lica prekrivali malim vijencima od divljeg tamjana, bodljikare, bršljena i ljubičice. Nakon što bi otpjevali pjesmu u Dionizovu čast, podsmjehivali su se i rugali nasumično izabranim gledateljima. "Itifali" su, pak, nosili maske koje su predstavljale pijance i inače su bili opremljeni kostimom u skladu sa svojom ulogom. Moguće je da su vođe tih "korova" počele izgovarati improvizirane jampske stihove, na koje je kor onda odgovarao, što je naposljetku predstavljalo začetak komičke dramske radnje. Anteja iz Linda (početak 6. stoljeća pr. n. e.) sastavljao je takve faličke pjesme i sam ih pjevao na čelu hora sastavljenog od "falofora", pa on tako stoji prema komediji kao Arion i njegov ditirampski kor prema tragediji. Takve komade, koje izvode korovi bez glumaca odvojenih od kora i koji imaju više dramski oblik nego čiste lirske pjesme, neki su ispitivači nazvali lirskim komedijama, dok su drugi odbacili mogućnost da je ikada postojala nekakva lirska tragedija ili komedija koja bi se razlikovala od dramske tragedije i komedije, pa zastupaju tradicionalno stajalište da se prije uspona uobičajene drame može govoriti samo o ditirambima i faličkim pjesmama. Bez obzira na to kako bi se mogli nazvati ovi komadi, koje su izvodili horovi bez glumaca odvojenih od kora i koji su imali više dramski oblik nego čiste lirske pjesme, to je izgleda bio stupanj koji je u svom razvitku dostigla komedija među Megaranima prije nego što ju je Suzarion prenio u Atiku. Ona se, dakle, razvila iz kombinacije jampskih rugalica i faličkih pjesama komosa, upravo kao što se tragedija rodila iz spoja rapsodskih recitacija i ditiramba.

### Megara i Atika
Prema vijestima iz antike, prve korake ka razvoju komedije u Atici načinio je Suzarion (Σουσαρίων, 6. stoljeće pr. n. e.), za kojeg se u Parskoj kronici kaže da je u nekoj godini između 581. i 560. pr. n. e. pr. n. e. (taj je dio natpisa oštećen) prvi put prikazao komediju u atičkoj demi Ikariji. Prema istom izvoru, tom prilikom upriličeno je nadmetanje, u kojem su za prvu nagradu bile predviđene košara smokava i amfora vina. Prema jednoj kasnijoj predaji, Suzarion je rođen u selu Tripodisku na području Megare, odakle se preselio u atičku Ikariju. Ikarija, gdje je, prema mitu, Ikarije ugostio Dioniza i naučio ga kako se pravi vino, bila je najstarije središte Dionizovog kulta u Atici i sasvim je moguće da su procesije komosa tamo bile uobičajene puno prije Suzarionova vremena. Jampske rugalice već su izvođene na Eleuzinskim misterijama, bilo u svrhu zabave bilo kao apotropajsko sredstvo, kada je procesija prelazila rijeku Kefis i tu morala trpjeti uvrjede. Zbog takvih šala i dosjetki, koje su dionizijski komosi dovikivali gledateljima i prolaznicima, nastala je poslovica τὰ ἐξ ἁμάξης ("ono s kola [dobačeno]"). Takva vrsta peckanja smatrana je sastavnim dijelom festivala i prakticirala se ne samo na Seoskim Dionizijama, nego i drugog dana Antesterija. Treće godine 50. Olimpijade, tj. 578. pr. n. e., Suzarion je u Ikariji prikazao jednu komediju, koja se, pretpostavlja se, nalazila na onom stupnju razvitka koji je dostignut među Megaranima. Ako se i prihvati ta tradicija, nemoguće je utvrditi od čega se mogao sastojati Suzarionov doprinos daljnjem razvoju komedije. U toj komediji svakako nije moglo biti glumaca odvojenih od komosa ili kora. Kor je sam morao iznijeti ono dramske radnje što je u komadu postojalo, jer dotad još nije bio uveden glumac odvojen od kora. Prema jednom gramatičaru, Suzarion je prvi jampskim izvedbama komosa dao pravilan metrički oblik. On je bez sumnje umjesto drevnih improvizacija kora i njegovog vođe uveo plansku kompoziciju, ali je ona i dalje bila opće naravi, s obzirom na to da je, kako kaže Aristotel, Krates bio taj koji je prvi "počeo obrađivati opće gradivo i mitove, napustivši jampski pravac" (ἦρξεν ἀφέμενος τῆς ἰαμβικῆς ἰδέας καθόλου ποιεῖν λόγους καὶ μύθους)". Schömann je pretpostavio da se pravilnost koja je uspostavljena za ikarijske korove odnosi na to da je definiran sasvim određeni broj osoba koje čine kor i da je za njega uveden neki opći plan izvedbe, ali da su pojedinosti prepuštene improvizaciji. U nekom se trenutku pri izvedbi korova razvila i natjecateljska sastavnica, te su za nagradu, kako se čini, davane smokve i vino. Isto tako, članovi kora svoja su lica premazivali vinskim talogom, bilo kako ih ostali ne bi prepoznali, bilo kako bi dobili groteskni izgled. Tako je komedija dobila naziv τρυγῳδία ili talog-pjesma. Drugi su taj naziv povezivali s tim da je kao nagrada davan vrč mladog vina (τρύξ) ili da su se komične predstave izvodile u sezoni berbe grožđa (τρύγη). S druge strane, Wilamowitz je sugerirao da tzv. megarska komedija u Atici uopće nije potjecala iz Megare, nego da se radilo o vrsti komedije koju su izumjeli Atenjani i u njoj se podsmjehivali vulgarnosti i gluposti Megarana, smještajući radnju u Megaru isto onako kao što su Rimljani radnju atelanske igre smještali u grad Atelu. U svakom slučaju, nema sumnje da je ono što zovemo Suzarionovom komedijom bilo namijenjeno trenutnoj i kratkotrajnoj zabavi i da vjerojatno nije ni zapisivano: jedini cilj takve komedije bio je izazvati smijeh gledatelja, i ona se najvjerojatnije oslanjala na grubi humor i neobuzdane osobne napade karakteristične za megarsku komediju. No, bez obzira na Suzarionov eksperiment, čini se da je za takvu komediju još bilo prerano u Ateni, možda zato što joj je za nju u to doba (polovina 6.stoljeća pr. n. e.) nedostajala sastavnica slobode koju donosi demokracija. Prema tome, komedija se u Ateni nije njegovala, možda je čak bila i obeshrabrivana, i o njoj ne čujemo ništa idućih 80 godina, sve dok ju nisu obnovili Euet, Euksenid i Milo upravo u vrijeme kad je Epiharmo začeo dorsku komediju na Siciliji.

### Sicilijska komedija
Epiharmo (Ἐπίχαρμος, 6. – 5. stoljeće pr. n. e.), najveći dorski komediograf, rodio se oko 530. pr. n. e. i doživio duboku starost od nekih 90 godina. Još u antici navodili su se različiti gradovi kao moguća mjesta njegova rođenja, no prema Diogenu Laertiju, sam Epiharmo zabilježio je da je u Megaru Hiblejsku na Siciliji došao s otoka Kosa kad mu je bilo samo tri mjeseca, te da se odatle preselio u Sirakuzu. Do preseljenja u Sirakuzu možda je došlo kad je Megaru Hiblejsku razorio sirakuški tiranin Gelon, dakle oko 486. pr. n. e. Na dvoru sirakuškog tiranina Hijerona I. bio je u kontaktu s drugim velikanima grčke književnosti tog doba, među ostalima sa Simonidom, Bakhilidom i Pindarom, kao i s tragičarem Eshilom, koji je donekle možda utjecao i na Epiharmov dramaturški rad.
Premda su od Epiharmovog djela danas ostali samo naslovi njegovih komedija i istrgnuti fragmenti, za razumijevanje Epiharmovog doprinosa razvoju komedije važna je činjenica da je Megara Hiblejska na Siciliji bila dorska kolonija, koju je osnovala Megara na Istmu u kopnenoj Grčkoj, dakle polis koji je sebi prisvajao zasluge za izum komedije. Tu komediju, čiji oblik nije definitivno utvrđen, možda je zatekao Epiharmo kad je stigao u Megaru Hiblejsku i dao joj novi oblik, zajedno s Formidom. Kako kaže Aristotel, Epiharmo i Formid "stvorili su umjetnost obrađivanja priča" (τὸ μύθους ποιεῖν), a te riječi, prema jednima, znače da su njih dvojica stvorili komični zaplet, a prema drugima, da su prvi stvarali komedije s mitološkom tematikom. Ovo drugo tumačenje čini se vjerojatnijim, no u svakom slučaju obje teorije povlače jasnu razliku između Epiharmove komedije, s jedne strane, i megarske komedije, s druge, koja je, kako se čini, u osnovi bila flijačka, anonimna i gruba. Ova je komedija tako u Epiharmovim djelima dobila svoju umjetničku obradu u dorskom ambijentu, u grčkim kolonijama južne Italije i Sicilije.
Epiharmo je "bio prvi koji je povezao rasparane dijelove komedije i uveo mnoga poboljšanja", kaže nepoznati autor spisa O komediji (οὗτος πρῶτος τὴν κωμῳδίαν διερριμμένην ἀνεκτήσατο πολλὰ προσφιλοτεχνήσας). On je komičnu sastavnicu razvio dijelom u travestiju mitova, a dijelom u crtanje naravi i karaktera, a oba pravca nastavljena su u komedijama Formida i Dinoloha i u mimovima Sofrona i Ksenarha. Možda je arhitekt Demokop Mirila već u doba Hijerona I. u Sirakuzi izgradio kazalište od klesanog kamena, u kojem su, između ostalih, svoje drame mogli prikazivati i Eshil i Epiharmo. Zapleti u Epiharmovim komadima teško da su bili značajno razvijeni, ali su zato vjerojatno bili razrađeni domišljati dijalozi i pojedinačni skečevi, u kojima su davane travestije mitova i parodije filozofskih misli. Od 36 sačuvanih naslova većina ukazuje na mitološku travestiju: Odisej brodolomac, Odisej dezerter, Sirene, Hebina svadba, Busiris itd. U drugoj skupini nalaze se komadi koji obrađuju prizore iz svakodnevnog života: Seljak, Grabeži, Megaranka, Kobasica, Nada ili Bogatstvo, Radosti ili Otoci itd. Za Epiharma se ponekad govorilo da je prvi na pozornicu izveo lik pijanice (premda se isti izum u Ateni pripisivao Kratesu), kao i da je u Nadi ili Bogatstvu prvi izveo na scenu lik parazita ili možda samo da je prvi uporabio to ime (παρασῖτος) za lik koji će postati uobičajen u kasnijoj komediji.
Za temeljnu razliku između sicilijske i atičke komedije uzima se ponekad to što Epiharmovi komadi najvjerojatnije nisu imali kor. S druge strane, činjenica da se neki naslovi njegovih komada sastoje od imenica u množini (Plesači, Trojanci, Tridesetice itd.) snažno govori u prilog tvrdnji da neki kor jest postojao, premda su i veličina i uloga tog kora mogle biti znatno drukčije od onih koje će kasnije biti karakteristične za kor u atičkoj komediji. Glumci (možda njih trojica po komadu) imali su faličke kostime. Cijeli tekst jedne drame nije bio dulji od 300–400 stihova, a čini se da se u fragmentima mogu nazrijeti neki tragovi prologa. Pisao je dorskim dijalektom, u trohejskim tetrametrima i anapestima. Osnovna sastavnica komike je parodija, pri čemu parodiranje mitoloških tema ukazuje na blisku vezu sa satirskom igrom i s onim tragedijama u kojima su likovi pomalo vulgarizirani, kao što je npr. Euripidova Helena. Premda se za neke Epiharmove drame mogu nazrijeti književni uzori, ipak je kao najvažnija inspiracija za njegov komediografski rad poslužio svakodnevni život, koji je već nadahnuo farsične flijačke karikature. Čini se da su osobito bili omiljeni prikazi Odiseja kao lukavog lopova i Herakla kao proždrljivca, motivi koje će obrađivati i atička komedija. Naslovi Formidovih komada (npr. Admet, Alkinoj, Perzej), kao i Dinolohovih (npr. Alteja, Medeja, Telef), ukazuju na nastavak tradicije travestije mitova i mitoloških junaka. Misli se da se razlika između ovih komičnih farsi i satirskih drama sastojala u tome što su u komediji ismijavani sami bogovi i junaci, dok su u satirskoj igri plemenitiji likovi zadržavali svoje dostojanstvo, kao npr. Odisej u Kiklopu. Međutim, "satirska pjesma uz uzvišene likove junaka ne postavlja ljudsku izopačenost, nego nedostatak prave humanosti, dok komedija govori o kvarenju civilizirane humanosti".
Stvaralaštvo Sofrona (Σώφρων) cvjetalo je oko 450. pr. n. e., dakle nekih pola stoljeća nakon Epiharma. Sofronovi mimi bili su pisani nekom vrstom ritmične proze, u dorskom dijalektu obogaćenom nekim osobitostima pučkog govora na Siciliji. I pored odsutnosti verzifikacije, Aristotel u Poetici Sofronove mime ipak svrstava u pjesništvo zbog njihove tematike i stila. Komika je u Sofronovim mimima bila gruba, ali puna sentencioznosti i humora. Naslovi pokazuju njihov karakter: Glasnik, Tunolovac, Starci, Sudionice na Istamskim igrama, Žene koje žele istjerati božicu Hekatu. Ova dva posljednja mima možda su poslužila kao uzor Teokritu za njegove Sirakužanke ili Adonisovu svetkovinu i Čarobnice. Sofron je zapravo dao književnu formu jednoj vrsti pučke lakrdije, koju su Grci na Siciliji, i inače u antici poznati po vedrom duhu i smislu za humor, od davnina prakticirali na javnim svetkovinama, a koja je po svojoj prirodi dosta nalikovala izvedbama spartanskih prikazivača-glumaca (δεικηλίκται).

## Atička komedija
"Kad god se u čast Dioniza" ― piše Demosten u 4. stoljeću pr. n. e. ― "u Pireju odvijaju povorka i komični i tragični nastupi, na Lenejama povorka i tragični i komični nastupi, na Gradskim Dionizijama povorka, dječaci, komos i tragični i komični nastupi te povorka i nadmetanje na Targelijama, u te dane nije dopušteno dužnicima zaplijeniti ili oduzeti bilo kakvu imovinu, makar su prekoračili rok otplate". U 4. stoljeću pr. n. e. podignut je i natpis s popisom svih dotadašnjih pobjednika na Gradskim (ili Velikim) Dionizijama, koji počinje riječima: ἀφ’ οὗ πρῶ]τον κῶμοι ἦσαν τῶ[ι Διονύσωι ("od kada prvi put komosi bijahu [priređeni] Dionisu"). Za svaku su godinu upisani pobjednici ovim redom nadmetanja: dječački hor, muški hor, komedija, tragedija. Iz ovih se podataka može zaključiti da je, bar što se tiče Atene u 4. stoljeću pr. n. e., veseli hor odraslih muškaraca bio jedna arhaična odlika Velikih Dionisija, i sasvim je vjerojatno da se komedija razvila iz nastupa takvih horova. No umjesto pitanja: "kada je komos prvi put razvio dramski karakter?" ― na koje se ne može odgovoriti ― danas znanstvenici traže odgovor na pitanje: "u kojim se trenucima u prošlosti i u kojim se sve mjestima u grčkom svijetu mogu pronaći sastojci koji čine atičku komediju?" Sačuvani komadi stare atičke komedije sadrže dvije različite sastavnice, koje su možda potekle iz sasvim različitih izvora: prvi je kostimirani hor koji se obraća izravno publici, a drugi su dramske scene za koje je kostim hora nevažan.
Atička komedija tradicionalno se dijeli na staru, srednju i novu komediju. Bilo je i mišljenja da srednja atička komedija ne predstavlja posebnu vrstu i da ju treba pripojiti novoj komediji. Theodor Kock u svom izdanju fragmenata atičkih komediografa podijelio je cjelokupnu atičku komediju na staru i novu ponudivši nekoliko razloga za odbacivanje srednje kao posebne vrste. Prije svega, srednja komedija izdvaja se kao posebna cjelina tek u Hadrijanovo doba, dok Aristotel, aleksandrijski filolozi, Kvintilijan, Velej Paterkul i Plutarh govore samo o staroj i novoj komediji. Dalje, kaže Kock, razvitak stare komedije nekada se dijelio na dva vremenska razdoblja, prije i poslije Kratina, ali gramatičari koji su djelovali u doba Hadrijana smatrali su da radije treba podijeliti novu komediju, jer je njen korpus po obujmu bio neusporedivo veći i razvijao se u mnogo duljem vremenskom razdoblju nego korpus djela stare komedije. Osim toga, smatrao je Kock, ne može se povući istinska razlika između srednje i nove komedije na način na koji se ta razlika može povući između stare komedije, s jedne strane, i sve kasnije komedije, s druge strane, u kojoj nema ni parabaze ni lirskih pjesama hora. Napokon, može se dokazati i da se takva razlika ne može povući ni kad se radi o tematici: sve teme koje se smatraju karakterističnim za srednju i novu komediju pojavljuju se i u staroj komediji, a politička satira, koja se smatra specifičnom odlikom stare komedije, ponekad se, makar u aluzijama, nalazi i u djelima nove komedije.

### Stara komedija

#### Povijesni pregled
Najraniji nadnevak koji imamo za književnu povijest komedije jest 486. pr. n. e., kad je na atenskim Velikim Dionizijama službeno uvedeno komično dramsko nadmetanje. Pobjedu je tom prilikom odnio pjesnik Hionid (Χιωνίδης ili Χιονίδης), "prvak stare komedije", kojega su se kasniji naraštaji sjećali zbog malo čega drugoga. Ako Hionid i Magnet (Μάγνης, oko 484.–oko 424. pr. n. e.) predstavljaju prvi naraštaj pjesnika stare atičke komedije, na što ukazuje Aristotel, onda Kratin i Krates predstavljaju drugi, a Eupolid i Aristofan treći i posljednji naraštaj.
Hionid i Magnet, a s njima i Euet (Εὐέτης), Euksenid (Εὐξενίδης), Milo (Μύλλος) i Ekfantid (Ἐκφαντίδης), pisali su komade koji su, kako se čini, u osnovi bili reprodukcija stare megarske farse Susarionove, oblikom svakako različiti zbog dodavanja jednog ili više glumaca odvojenih od hora, vjerojatno po ugledu na napredak načinjen u tragediji. No onaj tip atičke drame koji je nazvan starom komedijom u užem smislu riječi počinje s Kratinom (Κρατῖνος, oko 519. pr. n. e.–oko 421. pr. n. e.), koji je za komediju bio ono što je za tragediju bio Eshil. Kratin je komediju učinio sredstvom za osobni napad na pojedince i za prekoravanje javnih i privatnih poroka suvremenika. Nepoznati autor spisa O komediji piše kako je Kratin onom zabavnom dodao korisno jer je napadao zločince i kažnjavao ih komedijom kao javnim bičem. Svoju kritiku nije čak ni ublažavao dozom razdraganosti i satiričnosti, kao Aristofan, već je "svoje prijekore jasno i razgovjetno izručivao na gole glave prijestupnika". Pod Periklovom demokratskom vladom komedija je lako pronašla svoje mjesto u društvu i brzo se razvijala. Kratin je navodno i broj glumaca u komediji normirao na tri. No Krates (Κράτης, polovina 5. stoljeća pr. n. e.) bio je onaj koji je prvi "počeo obrađivati opće gradivo i mitove" (καθόλου ποιεῖν λόγους καὶ μύθους)", tj. koji je komediju od žanra koji se ruga pojedincima uzdigao na žanr općeg karaktera i značaja, u kojem su zapleti dobili pjesničku obradu, bilo da su uzeti iz stvarnog života ili iz mašte, dok su likovi, čak i oni zasnovani na suvremenicima, prije bili generalizacije nego što su odslikavali konkretne pojedince. "Pjesništvo", kaže Aristotel, "više prikazuje ono što je opće (τὰ καθόλου), a povijest ono što je pojedinačno (τὰ καθ᾽ ἕκαστον). Kako u sačuvanim Kratesovim fragmentima nema ni traga osobnih ili političkih napada, može se zaključiti da je on stvarao "pitomiju, mirniju i savršeniju komediju", odnosno da je za predmet svojih komedija birao teme koje su mu omogućavale uopćavanje ljudskih karaktera. Premda je Krates bio mlađi suvremenik Kratinov i isprva glumio u njegovim komadima, ipak su Kratinove komedije predstavljale napredak, jer su Kratesovoj univerzalnosti dodale moćnu osobnu satiru i ozbiljnu političku i društvenu angažiranost, a i jedno i drugo postat će glavne tematske odlike stare atičke komedije kakva je nama poznata. Izgleda da su Krates i Ferekrat, koji se ugledao na njega, po karakteru svojih komada bili bliži srednjoj nego staroj komediji.
Stara atička komedija nazvana je komedijom karikature, a to je svakako i bila, ali je bila i više od toga. Na svom vrhuncu, u djelima Kratina, Hermipa (Ἕρμιππος), Eupolida (Εὔπολις, oko 446. pr. n. e.–oko 411. pr. n. e.) i osobito Aristofana (Ἀριστοφάνης, oko 445. pr. n. e–oko 385. pr. n. e.), ona je prije svega i gotovo u potpunosti politička. Građu joj je moglo dati sve što je pripadalo političkoj i društvenoj sferi Atene, a napadala je sve što je prijetilo slobodi, vjerskim običajima i tradicionalnim etičkim i estetskim običajima. Ta je komedija bila neka vrsta oštre kritike javnih i privatnih poroka, u kojoj je komediografima bila data potpuna sloboda govora (παρρησία). Premda nisu bili isključeni ni osobni napadi bez ikakvih viših pretenzija osim trenutne zabave, ipak su najčešće likovi suvremenika izvođeni na pozornicu i ismijavani u vezi s nekim političkim ili društvenim događajem. Zaplet je uvijek postavljen u kontekstu neke suvremene situacije, ali nosi snažno istaknutu dozu fantastike. Najraznovrsniji likovi, oživljene alegorije i mitološka bića pojavljivala su se na pozornici zajedno s likovima suvremenika (i prepoznatljivih kao takvih) iz stvarnog života. Uz toliku količinu potencijalne građe za tematiku i oblik komedija, zamršeni su zapleti bili nepotrebni i nisu primjenjivani. Premda je ova vrsta stare komedije bila moguća samo u uvjetima demokratskog uređenja, ipak su njeni pjesnici uglavnom bili neprijateljski raspoloženi prema toj istoj demokraciji i prema njenim vođama. Neki od najogorčenijih napada na Perikla mogu se naći upravo u djelima komičnih pjesnika, npr. Teleklida (Τηλεκλείδης) i Hermipa. Drugo je pitanje koliki je zapravo bio domet tih napada koji su dolazili s komične pozornice. Sudeći po onome što znamo o sudbini nekih od glavnih Aristofanovih meta, utjecaj komediografa na društveno-politički razvoj Atene nije bio veliki, ako ga je uopće i bilo: Kleon je izabran za jednog od deset atenskih stratega nedugo nakon što su prvu nagradu na Lenejama osvojili Aristofanovi Vitezovi, puni žestokih napada uperenih upravo prema Kleonu.
Naše znanje o staroj komediji i dalje se umnogome oslanja na sačuvanih jedanaest Aristofanovih komada (od 44, koliko je napisao). Svi Aristofanovi komadi imaju u osnovi isti obrazac: neka revolucionarna ideja, koja treba promijeniti postojeće stanje koje protagonist više ne može podnositi, provodi se usprkos svem protivljenju i dovodi se do svojih krajnjih posljedica, koje su za neke dobre, a za neke loše. Kako se satira izlaže u obliku utopije, nevjerojatnost radnje stvara izrazito jak komični učinak. Tako u Aharnjanima (Ἀχαρνῆς, 425. pr. n. e.) čovjek kojem je dozlogrdio rat sklapa separatni mirovni ugovor s Spartom i pridržava ga se usprkos svim optužbama za izdaju te uživa blagodati mira, kao što su gozbe, neometana trgovina, slavlja i povratak svom imanju. U Vitezovima (Ἱππῆς, 424. pr. n. e.) oštro se napada vođa radikalne demokracije Kleon koji je tada bio na vrhuncu moći. Oblaci (Νεφέλαι, 423. pr. n. e.) kritiziraju sofističko obrazovanje, predstavljajući Sokrata kao karikaturu sofistike i prikazujući nadmetanje Pravednog i Krivičnog govora, gdje prvi hvali staro i strogo obrazovanje, a drugi dokazuje da nema pravde i da se zakoni mogu kršiti. Ose (Σφῆκες, 422. pr. n. e.) ismijavaju strast Atenjana za parničenjem prikazujući sudski proces protiv psa koji je ukrao sir. Komedija Mir (Εἰρήνη, 421. pr. n. e.) prikazana je nekoliko dana prije Nikijinog mira: jedan seljak odlazi na nebo osloboditi božicu mira koju zarobljenu drži bog rata, oslobađa je i donosi za zemlju usprkos protivljenju proizvođača oružja. Najduhovitija je komedija Ptice (Ὄρνιθες, 414. pne.) koja parodira političke, socijalne i vjerske planove o poboljšanju svijeta: dva Atenjana lete prema pticama i između neba i zemlje osnivaju ptičji grad, Kukunebograd (Νεφελοκοκκυγία), odakle će ptice vladati ljudima i bogovima. Ženska skupština u Tesmoforiju (Θεσμοφοριάζουσαι, 411. pr. n. e.) parodira suvremene tragične pjesnike, posebno Euripida, kojeg žene osuđuju na smrt zbog njegove mizoginije. Lizistrata (Λυσιστράτη = ona koja raspušta vojsku, 411. pr. n. e.) prikazana je poslije atenskog poraza kod Siracuse i ima antiratnu tendenciju: žene zaraćenih strana uskraćuju spolne odnose svojim muževima i time ih prisiljavaju na sklapanje mira. Žabe (Βάτραχοι, 405. pr. n. e.) napisane su nakon Euripidove smrti: Dioniz, zabrinut zbog sudbine tragedije, odlazi u Had dovesti na svijet Euripida, a u drugom dijelu komada nadmeću se Eshil i Euripid navodima iz svojih tragedija, gdje pobjedu odnosi Eshil. Komedija Žene u narodnoj skupštini (Ἐκκλησιάζουσαι, 392. pr. n. e.) ismijava žene, koje umjesto narodnih demagoga preuzimaju državnu upravu i uspostavljaju zajedništvo imovine, žena i muževa: to je jedini eksperiment, kaže pjesnik, koji Atena još nije probala. U komediji Pluto (Πλοῦτος = Bogatstvo, 388. pr. n. e.) žali se pjesnik na nepravedno raspodijeljeno bogatstvo, a ponajviše je uspjela scena nadmetanja Bogatstva i Siromaštva.
Za ovu vrstu komedije karakteristična je, dakle, obrada tema od opće važnosti, npr. rat i mir, suvremeno i tradicionalno obrazovanje, pravična i nepravična raspodjela bogatstva, te njihovo transponiranje u svijet običnih ljudi i njihovih obitelji. No politička stara komedija bila je zapravo samo jedna vrsta komedije, koja je došla do izražaja upravo zahvaljujući činjenici što njoj pripadaju glavni Aristofanovi komadi koji su došli do nas. No Aristofan i njegovi suvremenici nisu obrađivali samo političku tematiku, već i razne druge teme kojima se komedija bavila i prije i nakon njih. Tako se, osim za Kratesa, i za Ferekrata, koji se na njega ugledao, može reći da po prevladavajućoj tematici pripada prije srednjoj ili čak novoj komediji: on, na primjer, u Hironu (Χείρων) kritizira inovacije u glazbi, u Divljacima (Ἄγριοι) opisuje život van civilizacije, a u Dobrim ljudima (Ἀγαθοί) napada ekstravagantan život viših društvenih slojeva. Mitološke teme obrađivao je Kratin u Nemezi (Νέμεσις) i Odisejima (Ὀδυσσεῖς), a književne u Ljudima sa Serifosa (Σερίφιοι), kao i u komadu Arhilosi (Ἀρχίλοχοι), u kojem se pojavljuju likovi Homera i Hesioda. Književnost je i tema Tragičnih pjevača (Τραγῳδοὶ) i Muza (Μοῦσαι) komediografa Friniha (Φρύνιχος), kao i u Aristofanovim Žabama i danas izgubljenom Amfijaraju (Ἀμφιάραος). Rešavanje zagonetki (γρῖφοι), jednu od odlika nove komedije, nalazimo već u Kratinovim Kleobulinama (Κλεοβουλῖναι). Motiv zlatnog doba obrađuju Teleklid u Amfiktioncima (Ἀμφικτύονες) i Eupolid u Zlatnom rodu (Χρύσουν γένος). Hermip je napisao Rođenje Atene (Ἀθηνᾶς γοναί), a zna se da su "rođenja" (γοναὶ) bila među omiljenim motivima srednje komedije. Čak i u Aristofanovom Plutu ne radi se više o politici ili o književnost, nego o nejednakoj i nepravednoj raspodjeli bogatstva, svi likovi u tom komadu su generalizacije, a jednu od glavnih uloga igra rob, kao što će biti slučaj u kasnijoj komediji. A spominje se i Aristofanova komedija Kokal (Κώκαλος), koja sa svojom temom ljubavne intrige i scenom prepoznavanja jasno anticipira neke od glavnih odlika nove atičke komedije.
Mahaffy zamjećuje da pjesnici stare komedije nisu mogli biti tako produktivni kao tragičari, jer su svoje zaplete morali izmišljati; s druge strane, jer su ti zapleti ovisili o efemernim ("dnevnopolitičkim") događajima, komediografi su morali pisati brže od tragičara. On čak zamjećuje i neke sličnosti između razdoblja stare komedije i Shakespeareovog doba, npr. to da su pisci često počinjali kao glumci ― pa tako iz nekih antičkih vijesti saznajemo da su Krates i Ferekrat također bili glumci, i to suparnički nastrojeni jedan prema drugom; zatim da su morali stvarati vrlo brzo te su umjesto novih komada prikazivali i izmijenjene inačice starih, pa tako čujemo o dva izdanja Aristofanovih Oblaka; dalje, autori su se često oslanjali na djelo drugih komediografa, što je moglo ići sve do optužbi za plagijat ― Eupolid, na primjer, optužuje Aristofana da je pozajmio od njega za Vitezove, dok Aristofan u kasnijem izdanju Oblaka optužuje Eupolida da je za Mariku pozajmio iz njegovih Vitezova, i konačno, da su svoje drame prikazivali pod tuđim imenom ― tako je, na primjer, Aristofan često prikazivao svoje komade pod imenima kazališnih djelatnika Filonida i Kalistrata.

#### Komedija i sloboda
Sloboda izražavanja koju su pjesnici stare komedije imali u Ateni rasla je i padala s političkom slobodom u tom polisu. Štoviše, ako je vjerovati Ciceronu, postojao je i poseban zakon koji je atenskim komediografima jamčio nekažnjivost: "U Grka je" ― kaže Ciceron ― i zakonom bilo dopušteno da se u komediji o svakome po imenu kaže ono što se želi reći". No koliki je bio utjecaj komedije na društvenu i političku stvarnost suvremene Atene i dalje je predmet rasprave. S jedne strane, Platon izgleda nije podcjenjivao utjecaj koji komedija ima na formiranje predstava i zaključaka kod "običnog naroda", pa u Obrani Sokratovoj ukazuje na Aristofanove Oblake kao jedan od glavnih izvora informacija o Sokratu za običnog čovjeka: "To ste i sami gledali u komediji Aristofanovoj" ― kaže tu Sokrat ― "nekakav Sokrat lebdi ondje i govori da zrakom putuje, i mnoge druge gluposti blebeće; a od svega toga ja ništa, ni puno ni malo, ne razumijem". S druge strane, atenska publika je 424. pr. n. e. dodijelila prvu nagradu Aristofanovim Vitezovima, u kojima je Kleon, tadašnji neumitni vođa demokracije, predstavljen kao opaki paflagonski rob, a onda je nekoliko tjedana potom tog istog Kleona izabrala za stratega.
Razdoblje prosperiteta "političke komedije" počelo je učvršćivanjem atenske moći nakon perzijskih ratova i završio se krajem peloponeškog rata ili možda nešto kasnije, odnosno obuhvaća otprilike razdoblje od 460. pr. n. e. do 393. pr. n. e. pr. n. e. No i u tom se razdoblju ostvarivanje pjesničke slobode susretalo s otporima.  U vrijeme arhonta Morihida (440. – 439. pr. n. e., Periklo je bio jedan od desetorice stratega) donesen je zakon koji je zabranio komediografima ismijavati žive suvremenike tako što bi ih prikazivali na pozornici pod pravim imenom ("zakon protiv spominjanja ljudi po imenu u komediji"). Taj je zakon ostao na snazi dvije godine, da bi bio ukinut u doba arhonta Eutimena (437. – 436. pr. n. e., Periklo je i dalje na položaju stratega). Drugo ograničenje, koje je vjerojatno uvedeno otprilike u isto vrijeme, ticalo se zabrane članovima Areopaga, vrhovne sudske instance u Ateni, baviti se pisanjem komedija. Od 436. pr. n. e. politička komedija je nastavila cvjetati, sve dok nije došla pod udar nekog Sirakosija, za koga se sumnjalo da je djelovao na Alkibijadov nagovor. Na prijedlog tog Sirakosija donijet je jedan zakon, vjerojatno 416. – 415. pr. n. e. pr. n. e., "da se nitko ne smije po imenu spominjati u komediji" (μὴ κωμῳδεῖσθαι ὀνομαστί τινα), no taj zakon nije dugo ostao na snazi. Što se tiče navoda da je sličan zakon donijet i na prijedlog nekog Antimaha, pokazano je dosta uvjerljivo da je taj zakon najvjerojatnije plod fikcije i da nikada nije postojao. No zato se sa sigurnošću može pretpostaviti, premda neposrednih vijesti nemamo, da je oligarhijski prevrat 411. pr. n. e. utjecao na slobodu izražavanja u komediji.
Ako je tada i došlo do opadanja komediografske djelatnosti, Aristofanove Žabe (406. pr. n. e.) i Platonov Kleofont (405. pr. n. e.) jasni su pokazatelji njenog oživljavanja nakon obnove demokracije. Jednako je sigurno i da je nakon pada Atene i tijekom vladavine tridesetorice tirana komediografska sloboda bila ponovno ograničena, ne samo zbog gubitka političke slobode, nego i zbog opće iscrpljenosti prouzrokovane ratom, koja nije dopuštala opremanje i održavanje horova s onom starom raskoši. Otvoreno su se postavljala pitanja i o opravdanosti velikih troškova horegije u usporedbi sa sve većim troškovima za vojne potrebe. Preprjeke su komediografima znali stvoriti i oni koji su u njihovim komadima bili napadnuti. Konačno, na prijedlog ditirampskog pjesnika Kinezije, koji je kao loš umjetnik bio pod stalnim udarom čitavog niza komediografa, donesen je zakon (možda oko 390. pr. n. e.) koji je toliko ograničio javne troškove za prikazivanje komedija da se hor morao u potpunosti ukinuti. Na to je komediograf Stratis odgovorio komedijom Kinezija, u kojoj je ovoga nazvao "ubojicom horova" (χοροκτόνος). Uskoro potom na prijedlog Agirija donesen je zakon kojim se smanjila i naknada komičnim pjesnicima za prikazivanje predstava.
Stara komedija trajala je otprilike od 80. do 94. Olimpijade, tj. od 458. do 404. pr. n. e. Od Kratina do Teopompa smjenjuje se niz od 41 pjesnika, od kojih je njih 14 živjelo prije Aristofana. Svima njima pripisuje se između više od 360 komedija. Kasniji Aristofanovi komadi pripadaju prije srednjoj nego staroj komediji. A drevna megarska komedija, koju je navodno unaprijedio neki glumac Meson (Μαίσων) uvođenjem stalnih likova, neko je vrijeme postojala usporedo s umjetnički razvijenijom atičkom komedijom, kao što je to bio slučaj i s jampskim zabavama u Siracusi i u starim dorskim polisima kopnene Grčke.

#### Struktura stare komedije
Struktura stare atičke komedije poznata nam je samo iz tekstova devet sačuvanih komedija Aristofanovih, koje su sve nastale u razdoblju od 425. do 405. pr. n. e. Od djela ostalih pisaca stare komedije sačuvani su samo oskudni fragmenti. Kompozicija stare atičke komedije bila je određena spojem horskih (pretežno lirskih) elemenata, s jedne, i čisto dramskih elemenata, s druge strane. Hor je, kako se čini, imao 24 člana i mogao se podijeliti na dva poluhora. Kad su ovi nastupali samostalno, izgleda da je horovođa predvodio prvi poluhor, dok je drugi poluhor imao svojeg, drugog horovođu. Glumci su nosili kostim, koji je uključivao i veliki kožni falus okačen za pojas. Broj glumaca bio je u komediji ograničen na tri, kao i u razvijenoj tragediji, što znači da je jedan glumac često morao glumiti više uloga u istoj predstavi.
Osnovni elementi koji su činili staru komediju jesu: prolog, paroda, agon, parabaza, epizodne scene, egzoda. Prolog je scena u kojoj se publika obavještava o temi komada. Slijedi paroda, tj. bučni ulazak hora na pozornicu, pri čemu pjesmu hora povremeno prekida govor glumaca. Paroda prerasta u agon, tj. u raspravu dvojice glumaca, koji zastupaju oprječne stavove i mišljenja, uz sudioništvo hora. Agon ima složenu strukturu. Nakon uvodne pjesme horovođa potiče jednog od glumaca govoriti (to je obično onaj koji će u raspravi biti pobijeđen). Prvi glumac iznosi svoje argumente, pri čemu ga upadicama mogu prekidati njegov protivnik, drugi govornik, ili neki od komičnih tipova. Vrhunac izlaganja prvog glumca čini zadihani "pnigos", završni dio besjede iznijet ubrzanim tempom, izgovoren gotovo u jednom dahu. Zatim drugi glumac ponavlja cijelu shemu. Na kraju hor izlaže svoj zaključak o raspravi u tzv. sfragidi (σφραγίς = pečat). Agon je kulminacija zapleta u komadu i uglavnom je posvećen nekom aktualnom problemu. Od sačuvanih komedija, agona nema u Aharnjanima i Tesmoforijazusama, a u Vitezovima i Oblacima javljaju se po dva agona. Nakon agona obično dolazi parabaza, najvažnija horska partija, gdje glumci napuštaju pozornicu, a hor stupa naprijed (παραβαίνειν) i obraća se izravno publici, čime razbija scensku iluziju. Parabaza tematski često izlazi iz okvira dramske radnje i bavi se samim pjesnikom ili političkom situacijom u Ateni. To je najčešće tema središnje besjede horovođe (tzv. prave parabaze). U pet starijih Aristofanovih komedija horovođa tu čak i govori u ime samog pjesnika. S formalne strane, parabaza ima dva glavna djela. Prvi dio čine kratki uvod, tzv. komation (κομμάτιον) upućen publici te "prava" parabaza, tj. dulja besjeda horovođe (epirema), koja na kraju prelazi u pnigos. Drugi glavni dio četiri pjesme poluhorova (oda i antoda, epirema i antepirema), pri čemu nakon svake od ove četiri pjesme slijede govorni dijelovi u kojima se vođe poluhorova obraćaju publici. Pored glavne, mogla se javiti i sporedna parabaza. Parabaza, kao dio komedije koji je isključivo horski i koji ne utječe na razvoj radnje, opada kako raste zanimanje za organiziranu dramsku radnju i kako slabi uloga hora. Zatim slijedi niz epizodnih scena, u kojima hor ne sudjeluje, a gdje se junak komedije susreće s različitim komičnim likovima, koje jednog po jednog ispraća s pozornice ili tjera u bijeg. Predstava se najčešće završava nagovještajem raspusnog veselja: svetkovine, svadbe, gozbe. U svečanoj povorci hor izlazi sa scene (to je egzoda), a s njim obično i glavni junak komedije.
Važnost glazbenog čimbenika u staroj atičkoj komediji dobro se vidi u Aristofanovim Pticama, komediji koja "predstavlja spektakularni vrhunac glazbene strane antičke komedije" i u čijem se samom tekstu mogu prepoznati neke od vizualnih i glazbenih mogućnosti stvorenih izborom hora sastavljenog od ptica. Prvih dvjestotinjak stihova posvećeno je uglavnom postupnoj pripemi za razrađeni slijed horskih pjesama. Na početku komada dvojica Atenjana kreću na put među oblake u potrazi za mirom i za sreću svaki sa sobom nosi po jednu pticu (ὄρνις = "znamenje", ali i "ptica"). U oblacima sreću mitskog Tereja, koji se pretvorio u pupavca, i nakon razgovora s njim odlučuju osnovati ptičji grad ni na nebu ni na zemlji koji će se zvati Kukunebograd (Νεφελοκοκκυγία, od νεφέλη = oblak i κόκκυξ = ptica kukavica). Pozivaju se ptice pridružiti se ovom pothvatu. Prvo pupavac Terej u lirskim stihovima poziva svoju suprugu Proknu, slavuja po obliku, koja odgovara slavujevom pjesmom, a zatim se pozivaju ptice s polja, iz vrta, s planine, iz močvare, s mora. Riječi variraju između ljudskog jezika i onomatopejskih poziva različitim vrstama ptica, a metrička struktura jasno ukazuje na pjesmu virtuoza i na ples s plesnim koracima i koreografijom koji se mijenjaju u ovisnosti o tome koja skupina ptica se poziva. Konačno, kad se ptice pojave na pozornici, svaka je obučena u drukčiji raskošni kostim u skladu s vrstom kojom pripada.

### Srednja komedija
Kako je stara atička komedija velikim dijelom bila plod žive političke i društvene aktivnosti atenskog demosa i slobode koju je polis jamčio, ona je opadala i na kraju prestala postojati kad je nestalo slobodne političke djelatnosti neophodne za njen razvoj. Naslijedila ju je komedija nešto drukčijeg stila, poznata kao srednja atička komedija, za koju se obično uzima da je trajala od 385. do 330. pr. n. e. No kako su njeni začeci zamjetni već krajem 5. stoljeća pr. n. e., neki ispitivači njen početak stavljaju u 404. pr. n. e., dok joj je kraj u svakom slučaju čvrsto vezan za gubitak grčke samostalnosti pod Filipom II. i Aleksandrom Velikim. Tijekom ovih 60–70 godina atenski je polis formalno zadržao demokratski poredak, ali je od njegovog ranijeg duha malo toga ostalo, a nestalo je i nekadašnje energije i interesa javnosti angažirati se u radu za društveno dobro. Stoga komedija ovog razdoblja napušta satiru na račun pojedinca i prelazi na satiru na račun skupina ljudi, pa se u takvoj komediji pojedinac nalazi na udaru komediografa uglavnom samo kao predstavnik određene skupine.
Atensko kazalište 4. stoljeća pr. n. e. privlačio je pjesnike s raznih krajeva grčkog svijeta i, s druge strane, jednako obilato u druge polise izvozilo predstave. A predstava je svakako bilo puno: prema nepoznatom autoru spisa O komediji, "srednja komedija broji 57 pjesnika i njihovih 617 drama", dok Atenej, možda koristeći drukčiji sustav klasifikacije, kaže da je "pročitao više od 800 drama koje pripadaju takozvanoj srednjoj komediji". Od svih tih djela ostali su samo kratki fragmenti i puno naslova, a od onih 57 pjesnika Meineke je uspio nabrojiti imena njih 39, dok se drugdje spominje da je poznato 46 imena. Najpoznatiji su bili Antifan i Aleksid, od kojih je prvi napisao 260 ili čak 365 komedija i osobito se istaknuo u prikazivanju karakternih tipova (Parazit, Preljubnici, Kockari itd.), neatičkih likova (Epidauranin, Beoćanka, Deljanka itd.) i mitoloških travestija (Asklepije, Busiris, Ganimed itd.), a drugi je napisao 245 komada i, sudeći po naslovima, crtao je ženske karaktere, zanimanja, doživljaje, naklonosti. Treći velikan srednje komedije bio je Anaksandrid, koji je navodno izumio onu vrstu zapleta koja će kasnije postati tako popularna (kao u Terencijevoj Braći), gdje junak prvo obljubi devojku, a kasnije se oženi njome, premda smo taj motiv susreli u Aristofanovom Kolaku. Aleksid je prvi na pozornici u Atici prikazao lik parazita pod tim nazivom i njegovim doživljajima i dosjetkama dao nove crte, premda sam lik predstavlja Epiharmov izum.

#### Mit i svakodnevica
Pored prikrivenih aluzija na suvremene prilike, među uobičajenim temama jesu kritika vrijednosnih stavova filozofa i književnika, posebno platoničara i pitagorejaca, zatim parodiranje djela pjesnika, kako suvremenih tako i onih iz prošlosti, te napokon različite mitološke travestije. Politička tematika u komediji postupno se gubi i ustupa mjesto drugim, dominantnijim interesima Grka 4. stoljeća pr. n. e. Iznimka je, kako se čini, Timokle, u čijim fragmentima nalazimo značajan broj aluzija na suvremenike i političke teme, što ga čini zanimljivim poznim izdankom takve vrste komedije: bio je pristaša promakedonske politike i u svojim je komadima, između ostalih, napadao Demostena i Hiperida, a nalazimo ga kako piše i nakon što su oni umrli i nakon što je Menandar već započeo svoju dramaturšku karijeru. Aristofanove pozne komedije Eklesijazuse i Pluto političke su naravi u smislu da nude rješenje, dakako komično, za životne teškoće koje muče Atenu, no u obje su komedije ta rješenja prije socijalno-ekonomske neko čisto političke naravi, bilo da se radi o kvazi-komunističkoj državi koju osnivaju žene, bilo da se radi o redistribuciji bogatstva. U odnosu, na primjer, na Oblake i karikaturalnog lika Sokrata koji lebdi kako bi mu se duh približio zraku, Eklesijazuse i Pluto su "suvremene" komedije, jer stavljaju naglasak na socijalno-ekonomske teškoće, udaljavaju se od osobnih napada i kritiziraju određene ideje s principijelnog stajališta sadržaja i posljedica tih ideja. U Eklesijazusama nalazimo i najstariju komičnu scenu s dva starca suprotstavljenih naravi: dok jedan, pun entuzijazma, žuri predati svoju imovinu u ruke zajednice, dotle je drugi skeptičan i stalno odlaže taj potez, ali zato trči na besplatnu gozbu koju je država priredila; oni su preteče takvih parova u novoj komediji kao što su Demeja i Nikerat u Menadrovoj Samljanki ili Demeja i Micion u Terencijevoj Braći.
Od satire na račun filozofa poznat je jedan fragment Epikrata iz Ambrakije, u kojem se ismijavaju Platon i njegovi učenici, koji su prikazani kako raspravljaju o tome je li tikva zelje, trava ili drvo, dok ih ne ismije neki ljekarnik, a kad se oni na to naljute, spokojno se pojavljuje Platon i naređuje im vratiti se na prva počela i o svemu tome još jednom razmisliti. Ta scena nalikuje poznatoj sceni sa Sokratovom "mislionicom" u Aristofanovim Oblacima, u kojoj karikaturalno predstavljeni Sokrat "lebdi" na nekoj uzdignutoj katedri kako bi mu se duh približio zraku. U Antifana i Aleksida, koji su među najvažnijim pjesnicima srednje komedije, česta je satira na račun bijednog života pitagorejaca, koji ne jedu živa bića, ali jedu psa koji je ubijen ranije, tada više nije živo biće.
Od sačuvanih naslova koji se mogu datirati, tek nešto manje od polovine onih koji pripadaju komedijama napisanim tijekom posljednjih dvadeset godina 5. stoljeća pr. n. e. obrađuje mitološku tematiku ― u smislu da uzimaju zaplet i likove iz mita te ono smiješno zasnivaju na sukobu i kontrastu između događaja i sustava vrijednosti prisutnih u "izvornom" mitu, s jedne strane, i njihovih odraza u svijetu običnih ljudi ili čak onih još gorih; za razdoblje od 400. do 350. pr. n. e. broj takvih komedija kreće se između trećine i polovine, dok ih u razdoblju od 350. do 320. pr. n. e. ima tek jedna desetina. Posebno je zanimljiva obrada mita o Augi, jer sadrži motive silovanja i prepoznavanja, koje su antički filolozi smatrali glavnim karakteristikama nove komedije i čiji se tragovi mogu pronaći već u dvije posljednje Aristofanove komedije. Ovaj je mit Euripid obradio u Augi (Αὐγή), jednoj od posljednjih tragedija koje je napisao, što je možda i poslužilo kao neposredna inspiracija Fililiju i Eupolidu napisati komedije pod naslovom Auga. Fililijeva je komedija možda i napisana krajem 5. stoljeća pr. n. e., dok je sjećanje na Euripidovu istoimenu tragediju još bilo svježe, a čini se da iz tog razdoblja potječe i cijeli niz statueta od terakote koji prikazuju likove u vezi s komičnom obradom tog mita (Herakle, žena koja u sramoti pokriva svoje lice, stara dadilja s bebom u naručju itd.). Fragmenti koji se odnose na jela i pića, a koje iz mnogobrojnih djela srednje komedije citira Atenej donekle nam pokazuju kako su komediografi mogli "prizemljiti" mit i podsjećaju nas na tradicionalni lik Herakla u komediji kao proždrljivca. Ali i izolirani stihovi mogli su se preuzeti od tragičara i preokrenuti u komične svrhe, kao kad Anaksandrid uzima čuveni stih iz Euripidove Auge i pomoću parodije ga pretvara u politički humor: Euripidovo "Priroda je tako htjela, a ona ne mari za zakone" kod Anaksandrida postaje: "Država je tako htjela, a ona ne mari za zakone".

#### Oblikovanje zapleta i likova
S današnje točke gledišta, srednja komedija predstavlja prijelaz sa stare na novu atičku komediju, a ovoj drugoj približava se osobito po većoj pažnji koja se pridaje izgradnji zapleta, koji su, kako se čini, često bili temeljeni na ljubavnim intrigama, kao i po odsustvu neobuzdane grotesknosti, raskalašnosti i fantaziranja karakterističnih za staru komediju. Aristotel zamjećuje da je jedna od razlika između stare i nove komedije u tome što su stari komediografi izmamljivali smijeh "razvratnim govorom" (αἰσχρολογία), a novi to čine pomoću "aluzije" (ὑπόνοια). Prevladava sve istančanije opažanje, približavanje stvarnom životu i njegovanje izraza, dok se u crtanju likova ne zamjećuje velika kreativnost: "Pjesnici srednje komedije nisu pretendirali na pjesnički stil, već zbog korištenja svakodnevnog govora njihova djela imaju odlike proze, tako da je poetska žica u njima prava rijetkost. A svi obraćaju veliku pažnju na zaplet" ― kaže nepoznati autor spisa O komediji. Postupno napuštanje osobnih napada svakako je jedan od čimbenika koji je doprinio usavršavanju komičnih zapleta. Za izgradnju zapleta poslužio je, s jedne strane, mit, sa svojim već postojećim likovima i pričama. S druge strane, za sagledavanje razvoja komedije s tipičnim fiktivnim likovima ovisimo o rekonstrukciji pojedinačnih komada na osnovi rimskih adaptacija i Menandrovog djela. Plautovi Menehmi, kao komedija zamjene identiteta, zajedno s Amfitrionom i možda Menandrovim Štitom daju neku predstavu o načinima na koje su pjesnici srednje komedije mogli razvijati zaplet u svojim komadima. Pri tom sačuvani naslovi kao što su Dva slična (kod Antifana i drugih) te Blizanci i Bliznakinje (kod Anaksandrida, Antifana, Aleksida i drugih) ukazuje prije na sustavnu pojavu nego na izolirane slučajeve. Jedan fragment Antifanove komedije Poezija (Ποίησις) sadrži dio nekog govora o tome kako je lako pisati tragediju i kako je, s druge strane, teško pisati komediju. Moguće je da je to dio prologa koji Poezija govori u ime pjesnika, kao što je u staroj komediji to činio hor u parabazi. Dok tragičari, kaže se u tom fragmentu, jednostavno odaberu jedan mit, čije su okolnosti publici već poznate, obrade ga i na kraju riješe zaplet pomoću stroja (μηχανή / machina), dotle se komediografi muče izmišljati zaplete, likove i cijelu radnju, kako ono što se dogodilo prije početka komedije, tako i ono što će se dogoditi na kraju. Tako je Antifan na ovom mjestu skicirao koncept komedije kao umjetnički izgrađene fikcije, tj. kao izmišljene priče u čijem se središtu nalazi zaplet, sa svojim početkom, sredinom (sadašnjom situacijom) i krajem. Koncept o organski strukturiranoj komediji o fiktivnim ljudima blizak je nekim Aristotelovim načelima o kompoziciji drame: "Pjesništvo", kaže Aristotel, "prikazuje više ono što jest, a historiografija ono što je pojedinačno", npr. "što je Alkibijad uradio ili doživio", pri čemu je "u oblasti komedije to već jasno došlo do izraza: kad pjesnici sastave priču prema vjerojatnosti, oni svojim licima nadijevaju kakva god imena, a ne pjevaju, kao jampski pjesnici, određenim pojedinim licima".
Naše znanje o srednjoj komediji u golemoj se mjeri zasniva na navodima i fragmentima iz tih djela koje je Atenej stavio u usta gostima na gozbi koja čini središnji motiv njegovog djela Deipnosophistae. No teme razgovora na jednoj gozbi, makar njoj prisustvovali učeni ljudi, relativno su ograničene ― kuhari, razne vrste hrane, vino, vinske čaše, hetere ― i to su upravo motivi koji prevladavaju i u Atenejevim navodima iz srednje komedije. Izbor bi vjerojatno bio sasvim drukčiji kad bismo raspolagali slučajnim uzorkom motiva, likova i dijaloga s papirusnih fragmenata, pa i to treba uzeti kao čimbenik koji je utjecao na to da komedija 4. stoljeća pr. n. e. ponekad smatra repetitivnom ili monitonom, premda je za to, makar jednim dijelom, odgovoran i jedan unutarnji pjesnički razlog ― naime, činjenica da poznata tema, obogaćena samo malim daškom nečeg novog, može biti važan sastojak uspjeha. Lik kuhara (μάγειρος), čest u sačuvanim fragmentima, može poslužiti kako bi se uočili neki obrasci razvoja tipskih likova uopće, uključujući i one koji su slabo zastupljeni u raspoloživim navodima iz srednje komedije i koji se pojavljuju već definirani kod Menandra i u rimskoj komediji. Već u ranijim fazama razvoja grčke komedije sreću se mladi i stari ljubavnici, mlade i stare hetere; kasnije se u ulozi povjerljivih savjetnika i pomagača pojavljuju kućni robovi ili, pak, laskavi paraziti; kao preprjeke tu su obično strogi i škrti očevi ili zapovjednički nastrojene majke, a svoj red čekaju i svodnik, lihvar i kuhar, koji se angažira kako bi pripremio svadbu ili neku drugu svetkovinu. Arhetipi za neke od ovih tipskih likova mogu se pronaći u ranijoj komediji, koja ih je pak crtala kroz prizmu živih suvremenika: tragajući za likom koji će se u Aharnjanima suprotstaviti Dikeopolovom separatnom miru sa Spartom, Aristofan izvodi na pozornicu lik Lamaha, njemu suvremenog vojnog zapovjednika, koji se pojavljuje u punoj hoplitskoj opremi, viče i bijesni, ali ne postiže ništa i na kraju završi ranjen dok junak komedije uživa u vinu i ženama. Na toj osnovi mogao se dalje graditi lik plautovskog hvalisavog vojnika (miles gloriosus), premda dakako Aristofanov Lamah nije prvi lik vojnika u književnosti. O tipologiji likova, osim na temelju fragmenata, zaključujemo i po predstavama komičnih maski, glumaca i scena na djelima likovne umjetnosti.

#### Formalna obilježja
Što se tiče njihovih formalnih obilježja, djela srednje komedije, uopćeno govoreći, nisu imala ni parabaze ni horske lirike, a to je bar dijelom bio slučaj i s Kratinovim Odisejima, Aristofanovim Plutom i Eolosikonom i nekim drugim dramama koje vremenski pripadaju staroj komediji. Štoviše, nepoznati pisac Aristofanovog životopisa kaže da u Kokalu Aristofan "uvodi silovanje i prepoznavanje i sve drugo u čemu ga je Menandar slijedio", čime anticipira neke od glavnih elemenata nove komedije. U Plutu ― na mjestima gdje bi se inače očekivale horske partije ― u rukopisima se nalazi samo reč ΧΟΡΟΥ = "(pjesma) hora", koja možda označava da je u tom trenutku hor plesao i pjevao, ali ta pjesma nije imala veze s radnjom u konkretnoj komediji, već se prije radilo o nekoj vrsti glazbenog interludija. Već u Aristofanovom Plutu jedino značajno pojavljivanje hora u jeste paroda (st. 253 sqq), u kojoj hor starih seljaka s Karionom zapodijeva razgovor u trohejskim tetrametrima (dakle, ne u lirskim metrima), zatim u jampskim stihovima pjeva parodiju na Filoksenov ditiramb Kiklop (st. 290 sqq) i na kraju se vraćaju svojoj uobičajenoj ulozi s pjesmom koja je u rukopisu označena rječju ΧΟΡΟΥ, no čak ni parodija na Filoksena, premda čini dio teksta komedije, zapravo nema nikakve organske veze sa zapletom i mogla bi se sasvim dobro uklopiti u bilo koji drugi komad sa sličnom radnjom.
Smanjena uloga hora bila je uvjetovana, s jedne strane, promjenom duha same komedije, a s druge strane, sve većim teškoćama pronaći osobu koja bi mogla vršiti dužnost horega, odnosno koja bi na sebe preuzela opremanje, obuku i uzdržavanje hora. Naime, tijekom cijelog 4. stoljeća pr. n. e. društveno-ekonomska kriza ugrožavala je sustav horegije, pa su se postavljala i pitanja o opravdanosti golemih troškova horegije u usporedbi sa sve većim troškovima za vojne potrebe. Već 405. pr. n. e. horegiju na Velikim Dionizijama vršila su dva čovjeka, nazvana sunchorēgoí (συνχορηγοί). No do promjena u komediji dolazilo je postupno, pa je najvjerojatnije to slučaj bio i s promjenama u njenim formalnim obilježjima. Nakon što je jedno vrijeme hor nastavio postojati i bez sredstava za punu obuku u glazbi i plesu, hor je na kraju u potpunosti uklonjen iz predstave. Neki fragmenti iz djela srednje komedije koji su stigli do nas pisani su lirskim metrima, što ukazuje na postojanje hora. Posebno se ustrajnom pokazala sama ideja da hor može imati svoj zaseban identitet ili izvesti vlastitu predstavu, makar samo prilikom ulaska na pozornicu.
Sudeći po golemom broju komada napisanih u okviru srednje komedije, s jedne strane, i po malom broju pobjeda koje su zabilježene za njihove autore, s druge strane ― Antifan, najbolji od njih, pobijedio je samo trinaest puta ― te uzimajući u obzir relativno mali utjecaj tih djela, Mahaffy sugerira da su ona možda bila namijenjena prije čitanju nego izvođenju na pozornici. S druge strane, u ovom je razdoblju atička komedija postala istinski međunarodna (u skladu s tadašnjim poimanjem ekumene kao svijeta koji govori grčkim), a o njenoj popularnosti govore i motivi komičnih scena na tzv. flijačkim vazama, odnosno oslikanim vazama pronađenim u južnoj Italiji, koje se datiraju počevši od prve četvrtine 4. stoljeća pr. n. e., kao i atičke statuete od terakote, koje su pronađene na širokom prostranstvu od Ampurije kod Barcelone, preko Olinta i Linda, do južne Rusije.

### Nova komedija

#### Pjesnici i njihov tekst
Razvoj započet u razdoblju srednje komedije nastavljen je u novoj atičkoj komediji, za koju se uzima da je cvjetala od posljednje četvrtine 4. stoljeća pr. n. e. do polovine 3. stoljeća pr. n. e. Za početak joj se obično uzima smrt Aleksandra Velikog 323. pr. n. e., a za kraj smrt njenog posljednjeg istaknutog predstavnika Filemona 263. pr. n. e. Nepoznati autor spisa O komediji zna za 64 pjesnika nove komedije, od kojih su najistaknutiji bili Filemon, Menandar, Difil, Filipid, Posidip i Apolodor. Prva trojica smatraju se najvećim komediografima ovog razdoblja, a iznad svih Menandar, čija je prva komedija, Gnjev (Ὀργή), izvedena 321. pr. n. e. i koji je umro oko 292./291. pr. n. e. Premda za života nije bio najuspješniji, Menandar je brzo bio prepoznat kao izvanredan predstavnik ove vrste komedije. U ediciji Poetae comici Graeci navodi se gotovo osamdeset dramatičara koji se, s manjom ili većom vjerojatnošću, mogu datirati u razdoblje između 325. i 200. pr. n. e., te još njih pedeset iz kasnijeg razdoblja, no za mnoge od njih imamo tek njihova imena ili čak samo fragmente njihovih imena nađene na natpisima. Komedije Menandra, a možda i drugih pjesnika nove komedije, bile su vrlo čitane sve do 7. stoljeća, kada su bile u cijelosti izgubljene, a znanje o njima zasnivalo se gotovo isključivo na rimskim adaptacijama Plauta i Terencija.
Tek u 20. stoljeću, kad su otkriveni papirusi s duljim i kraćim fragmentima Menandrovih komedija, stvorila se mogućnost neposrednog uvida u umjetničko stvaralaštvo ovog komediografa. Veći fragmenti Menandrovih komedija prvi put su otkriveni u kodeksu iz Kaira, koji je objavljen 1907. i koji je sadržavao velike dijelove Parničara (Ἐπιτρέποντες), Djevojke s podrezanom kosom (Περικειρομένη) i Samljanke (Σαμία), kao i početak Junaka (Ἥρως). Ti su fragmenti obuhvaćali ukupno oko 1 600 stihova i omogućili su neposredan uvid u Menandrovo dramsko umijeće u izgradnji dijaloga, obradi zapleta i oblikovanju karaktera, ali i usporedbu djela nove komedije s rimskim adaptacijama Plauta, Terencija i drugih pisaca palijate. Zatim je 1959. iz Bodmerovog kodeksa objavljen Namćor (Δύσκολος), prikazan na Lenejama 316. pr. n. e. i sačuvan gotovo u cijelosti. Osim ovih, posjedujemo značajne dijelove Štita (Ἀσπίϛ), Omraženog čovjeka (Μισούμενος), Sikionjanina (Σικυώνιος) i Dvostrukog prevaranta (Δὶς ἐξαπατῶν). Od ove posljednje komedije sačuvano je tek stotinjak stihova, a među njima i odlomak koji je očito Plautu bio uzor za stihove 494‒562 u Bakhidama, i to je zasad jedini sačuvani dio grčkog teksta neke komedije za koji se u postojećim rimskim palijatama pouzdano može naći neposredni ekvivalent.
No tekst kojim raspolažemo čini manje od 8% od ukupne Menandrove produkcije. To je otprilike količina teksta koju imamo i za Sofokla, dok za Aristofana, na primjer, posedujemo između 25% i 30% teksta koji je bio poznat aleksandrijskim knjižničarima. Ono što znamo o Menandru dopunjeno je našim poznavanjem rimskih adaptacija. Za Plauta se pretpostavlja da je Ćup bazirao na komadu Vrč ili Blago, Bakhide na Dvostrukom prevarantu, Kovčežić na Ženama što zajedno obeduju, a Stiha na prvom izdanju Braće. Terencije je svoju Djevojku s Androsa bazirao na Menandrovoj istoimenoj komediji, s dodacima iz Djevojke iz Perinta, Samomučitelja na istoimenoj komediji Menandrovoj, Evnuha na Menandrovom Evnuhu s dodacima iz Laskavca, a Braću na drugom izdanju Braće s jednom scenom iz Difilovih Ljudi što umiru zajedno. Naše vrlo oskudne fragmente iz djela drugih pjesnika nove komedije upotpunjuju rimske prerade; zna se, naime, da je Plaut koristio Filemona (za Trgovca, Avet i Tri groša) i Difila (za Kasinu, Konopac i vjerojatno za fragmentarno sačuvanu komediju Kovčeg, napisanu možda po uzoru na Difilov Splav), a da se Terencije ugledao na Apolodora iz Karista (za Svekrvu i Formiona) i na Difila (za jednu scenu u Braći).

#### Teme i likovi
"Završio sam komediju" ― rekao je, prema Plutarhu, Menandar jednom prilikom ― "naime, razradio sam temu, treba samo da je ukomponiram u stihove". Premda je Menandar darivao veliku pažnju i oblikovanju dijaloga, na prvom mjestu nalazi se opći plan zapleta i njegova razrada. Na jednom poznatom reljefnom portretu predstavljen je Menandar kako sjedi i gleda u masku mladića, koju drži ispred sebe, a na stolu pored njega nalaze se još dvije maske ― umjetnik je možda upravo zamišljao Menandra u trenutku dok "komponira stihove".
U Menandra ne nalazimo pokazatelje da su njegove komedije sadržavale horske pjesme, premda ima indicija o postojanju lirskih stihova koje su izgovarali glumci u posebnim situacijama, kao i recitativa, odnosno stihova izgovorenih uz glazbenu pratnju, što je nesumnjivo bio slučaj u živahnoj završnoj sceni Namćora, kad starca Knemona na silu odvlače na svečanost. No osnovni ton Menandrove komedije jest govor karakterističan za svakodnevnu komunikaciju među ljudima, pa mu je samim tim osnovna metrička shema jampski trimetar, koji je Aristotel smatrao najbližim običnom govoru.
Za novu komediju tipično je da radnja bude smještena u svakodnevno obiteljsko okruženje i da se bavi odnosima međusobno bliskih ljudi, kao i da jedan od elemenata zapleta bude neka ljubavna intriga, bilo da se radi o mladiću koji mora osvojiti djevojku u koju se zaljubio, bilo da se radi o svađi, rastanku i pomirenju između dvoje ljudi koji su već bili zajedno; kod takve drame publika se zapravo smije sebi, odnosno emocijama koje prepoznaje u sebe ili u prijatelja i rođaka. Kao ilustracija ovog postupka navodi se rečenica Aristofana Bizantinca: "O Menandre i živote, tko je koga od vas oponašao?" (ὦ Μένανδρε καὶ βίε, πότερος ἄρ᾽ ὑμῶν πότερον ἀπεμιμήσατο). Ciceron je novu komediju opisao kao "oponašanje života, zrcalo svakodnevice, sliku istine" (imitationem vitae, speculum consuetudinis, imaginem veritatis)
Umjesto bujnih Aristofanovih fantazija punih političke kritike i osobne poruge, na atičku pozornicu i na pozornice helenističkog svijeta stupaju komedije koje prikazuju neki komični zaplet iz svakodnevnog života običnog građanina ili su jednostavno parodije tragedija s mitološkom temom. Nova atička komedija ima kozmopolitski karakter, iako je mjesto radnje uglavnom Atena. Mnogi njeni pisci i nisu Atenjani: Menandar je bio iz Atene, ali Difil je rođen u Sinopi na južnoj obali Crnog mora, a Filemon u Siracusi na Siciliji ili u gradu Soloj u Kilikiji. Same komedije, premda su stvarane u Ateni, brzo su se širile i izvođene su po cijelom helenističkom svijetu, o čemu svjedoči i arheološki materijal, osobito slike s antičkih vaza i sačuvane kazališne maske od terakote. Lica koja se u tim komadima pojavljuju na pozornici zajednička su svim helenističkim gradovima istočnog Sredozemlja: lakoumni i zaljubljeni mladići (sinovi), licemjerni i škrti starci (očevi), snalažljivi i lažljivi robovi, proždrljivi i laskavi paraziti, brbljavi i kradljivi kuhari, lakomi svodnici, hvalisavi vojnici, dominantne i goropadne supruge, elegantne i lukave hetere, obljubljene devojke koje su na prijevaru dopale ropstva. Odnosno, Apulejevim riječima, tu su: "lažljivi svodnik, mladić što gori od ljubavi, lukavi rob, prevarna družbenica, dominantna supruga, popustljiva majka, stric što prekorava, prijatelj što pomaže i vojnik što boj bije, ali i proždrljivi paraziti i nježni roditelji i bestidne hetere". Kao precizno oblikovani tipovi ta lica imaju trajnu vrijednost, pa se i u renesansnoj i kasnijoj europskoj komediji sreću licemjerni ili škrti starac, rasipni i lakomisleni sin, snalažljivi sluga, lakomi svodnik, lukava hetera i nesretna, zaljubljena djevojka. O šarenom premda ponešto jednoličnom svijetu tih likova nove atičke komedije svjedoči i arheološki materijal, osobito slike s antičkih vaza i sačuvane kazališne maske: znamo tako za nekih devet tipova staraca, jedanaest tipova mladića, sedam tipova robova itd.
Opći, kozmopolitski karakter novoj atičkoj komediji daje i tematika. Uglavnom je riječ u sentimentalnoj ljubavi, čijem ostvarenju stoji na putu nesretna sudbina slobodne djevojke prijevarom ili grješkom prodane u ropstvo, lakomost svodnika i štedljivost opreznog oca. Sve te preprjeke najčešće svladava umjesto mladog i lakomislenog mladića njegov snalažljivi i lažljivi rob. Ovi se motivi ponavljaju u raznim spojevima i obradama. Tipične scene i standardne teme nove atičke komedije relativno su malobrojne, pa su stoga i same komedije vjerojatno bile ponešto jednolične, čak i travestije mitskih povijesti, koje su pisci sastavljali bilo neposredno prema mitu, bilo obrađujući tragedije s mitološkom tematikom, najviše one Euripidove. No nova je komedija važne sastavnice preuzela iz tragedije, posebno Euripidove. Od Euripida su komediografi naučili stvarati dobar zaplet, od njega potječe i prolog, kojim se u novoj komediji publika obavještava o prethodnim zbivanjima i koji uglavnom izgovara neka alegorijska osoba, npr. Έλεγχος ("Sramota"), Φόβος ("Strah"), Ἀήρ ("Zrak"), od njega, napokon, potječu i gorka, ironična i tužna razmišljanja o životu i umijeće prikazivanja snažnih emocija na pozornici; zbog svega toga Euripid se može nazvati, ako ne baš ocem, onda svakako pretečom nove komedije.
U ovakvoj komediji izgradnja zapleta i oblikovanje likova nerazdvojno su povezani. Pjesnikova originalnost sastojala se upravo u pronalaženju neočekivanih rješenja i u manevriranju unutar strogih okvira nove komedije, kao i u individualizaciji tipskih likova (starca, mladića, roba, hetere, parazita itd.), osobito u pogledu iskazivanja raspoloženja i emocija. Dok se radnja odvija u nizu vjerojatnih scena (odnosno, publika prihvaća da bi se u istim okolnostima ljudi koje vidimo na sceni vjerojatno ili sigurno i u stvarnom životu ponašali upravo onako kako se ponašaju na sceni), različiti su likovi predstavljeni na takav način da na osnovi onoga što kažu o drugim likovima mi možemo donijeti vrijednosni sud i o njima samima i o tim drugim likovima. Ponekad se iznosi tvrdnja da u djelima nove komedije nema razvoja lika, ali zato se razvija portret koji je predstavljen publici, kao i sustav kontrasta koji izgrađuju i ojačavaju taj lik.
Jedna od glavnih sastavnica Menandrove umjetničke snage je njegova sposobnost preinačiti jednu tipičnu situaciju tako što uvodi neki neobičan kontekst, novu inačicu, neočekivanu dodatnu dimenziju, drukčiju strukturu. To se vidi i po njegovoj obradi tipičnih likova, obično prepoznatljivih od samog početka po maskama, kostimima i čak standardnim imenima: kako se razvija radnja, Menandar ocrtava portret koji pokazuje da ono tipično ipak nije ono što se čini na površini, kako se vidi na primjeru Polemona, Stratofana i Trasonida ― tri lika "hvalisavog vojnika" koja se pojavljuju u Djevojci s podrezanom kosom, Sikionjaninu i Omraženom čovjeku ― čiji je tipski lik "hvalisavog vojnika" (miles gloriosus) fiksiran, ali je svaki od njih ocrtan kao pojedinac s osobinama koje prije potiču osjećaj simpatije i zanimanja nego superiornosti i poruge. O drugim pjesnicima nove komedije znamo neusporedivo manje nego o Menandru, no moguće je da su i Filemon i Difil imali "opušteniji tradicionalniji i na neki način duhovitiji pristup pisanju", uključujući, na primjer, i duge monologe koje izgovaraju likovi kuhara i parazita. Sudeći po rimskim preradama, Filemon je bio osobito vješt u komponiranju komedija situacije, dok je Difil, sudeći po Konopcu, volio romantičnu komediju smještenu u udaljene predjele. O tome koliko je važno imati puni kontekst i koliko smo oštećeni činjenicom da raspolažemo samo fragmentima vidi se na primjeru čuvene izrijeke "Koga bogovi vole, umire mlad" (Menandrov fragment 111), koja se citira kao jedna od važnih moralnih sentencija iz antike; no iz konteksta u Plautovoj adaptaciji (Quem di diligunt, adulescens moritur) vidimo da te riječi zapravo izgovara rob na račun svog gospodara, starog i još živog.
Kako je krajem antike Menandrov opus izgubljen, suvremena su stoljeća upoznala svijet nove komedije putem Plautovih i Terencijevih prerada. Ideja o zabavnim događajima, izmišljenim ali temeljenim na stvarnom svakodnevnom životu običnih ljudi, pokazala se vrlo plodnom, te je od antike do danas proizvela mnogobrojne izdanke, koji danas, pored drame, uključuju i roman, radio, televiziju i film. Djela ovakve vrste imaju dvije osnovne odlike: s jedne strane, njihovi likovi i zapleti pružaju gledateljima mogućnost bijega u svijet u kojem se njihove želje ostvaruju, a s druge, ta djela u većoj ili manjoj mjeri posjeduju i određeni odgojni ili obrazovni utjecaj.

## Komično kazalište

### Dramska nadmetanja
Drame su se prvobitno prikazivale na tzv. Malim ili Seoskim Dionizijama (Διονύσια τὰ κατ᾽ ἄγρους), koje su se slavile od 8. do 12. posejdona (studeni/prosinac), i to uglavnom u Pireju, ali i u okolnim atičkim demama, npr. u Kolitu (Κολλυτός), Eksoni (Αἰξωνή), Eleusini i Toriku. Kad su ustanovljene Leneje i Velike Dionizije, na Seoskim Dionizijama najvjerojatnije su prikazivani samo reprizni komadi, i to možda bez hora. Na Lenejskom festivalu, koji se održavao od 8. do 12. gameliona (prosinac/siječanj) i koji je ustanovio Pizistrat, isprva su se prikazivale tragedije, ali nakon ustanovljenja Velikih Dionizija na Lenejama su se prije svega prikazivale komedije. Tu su, na primjer, premijerno prikazani Aharnjani, Vitezovi, Ose i Žabe. Tragedije su se na Lenejama ponovo prikazivale od 464. pr. n. e. ili, prema drugima, tek od 443. pr. n. e. Pretpostavlja se da je nadmetanje na Lenejama trajalo dva dana, što bi bilo dovoljno za dvije tragične trilogije od dva različita tragičara te za jedno komično nadmetanje, koje je vjerojatno bilo organizirano kao i ono na Velikim Dionizijama. U početku su na Lenejama prikazivani samo novi, premijerni komadi. Strancima, kako se čini, prisustvo nije bilo dopušteno. O organizaciji dramskih nadmetanja na Lenejama brinuo se arhont basileus. Na Velikim ili Gradskim Dionizijama (Διονύσια τὰ ἐν ἄστει), koje su se održavale od 8. do 14. elafeboliona (veljača/ožujak) i koje su ustanovljene nakon perzijskih ratova, prikazivale su se i tragedije i komedije, pri čemu je glavni događaj svakako bilo prikazivanje tragedija. U komičnom nadmetanju natjecala su se prvo tri pjesnika a od 4. stoljeća pr. n. e. petorica pjesnika s po jednom komedijom, pri čemu je do povećanja broja pjesnika možda došlo zbog toga što je nestalo hora kao organskog dijela komada. Organizacija dramskih nadmetanja na Velikim Dionizijama bila je u rukama arhonta eponima. Na Antesterijama, koje su se održavale od 11. do 13. antesterija (siječanj/veljača), komedije se nisu prikazivale, jer se zakon govornika Likurga (τὸν περὶ τῶν κωμῳδῶν ἀγῶνα τοῖς Χύτροις ἐπιτελεῖν ἐφάμιλλον ἐν τῷ θεάτρῳ = "da o svetkovini lonaca treba se održati nadmetanje komičara") odnosio na natjecanje komičnih glumaca, a ne na izvođenje komičnih predstava. Na svim svetkovinama na kojima su održavana dramska natjecanja komedije su prikazivane prije tragedija. Pretpostavlja se da su se na Velikim Dionizijama sve komedije izvodile u jednom danu, nakon čega je tri dana bilo predviđeno za tri tragične tetralogije ― po jedan dan za svaku.
O uspjehu predstava odlučivali su suci koje je arhont postavljao ždrijebom, i to njih petoricu za komediju i najvjerojatnije desetoricu za tragediju. Kao pobjednika suci bi proglasili autora najbolje predstave, ali i njegovog horega i protagonista, a arhont bi najvjerojatnije svu trojicu ovjenčao bršljanovim vijencem, dok bi pjesniku dodijelio i neku novčanu nagradu. O cijelom nadmetanju arhont bi sastavio zapisnik, u kojem bi naveo svoje ime, praznik, imena pjesnika i horega, naslove drama, imena protagonista i sudsku ocjenu; takav zapisnik zvao se didaskalija i čuvao se u državnoj pismohrani. Prikazivani su samo novi komadi, a ponavljanje starijih bila je rijetka iznimka. Ali kad se završilo doba velikih grčkih tragičara, postalo je uobičajeno da se jedna njihova drama prikaže na svakom tragičnom nadmetanju. Takva tragedija u didaskalijama je označena kao "stara" (παλαιά), nasuprot "novoj" (καινή). Na komičnom nadmetanju 345. pr. n. e. spominju se četiri nove komedije; 352. pr. n. e. prikazana je jedna Euripidova tragedija; no što se tiče komedije, tek u 2. stoljeću pr. n. e. nalazimo da je prikazana komedija nekog od starijih komediografa ― Menandra, Posidipa ili Filemona, ali dakako ne Aristofana, čija bi djela imala malo smisla ako bi se izvodila u vrijeme kad više nisu bile među živima osobe koje se u njima kritiziraju. Na osnovi toga se možda može izvesti zaključak da je običaj da se prikazuju drame starijih pjesnika za komediju uveden kasnije u usporedbi s tragedijom.

### Glumci
Broj glumaca bio je ograničen i svi su bili muškarci. U početku je sve uloge tumačio jedan glumac, da bi Eshil uveo drugoga, a Sofoklo trećega glumca. Taj se broj više nije mijenjao ni u komediji ni u tragediji, pa je jedan glumac tijekom predstave prikazivao više uloga, a to je bilo moguće samim tim što su glumci prikazivali i muška i ženska lica i što su nosili maske. Prvi glumac (protagonist) prikazivao je najteže i najzahtjevnije uloge, drugi glumac (deuteragonist) one uloge koje najviše dolaze u kontakt s protagonistom, a treći (tritagonist) neznatnije uloge, uključujući lica koja izgovaraju prolog i ona koja se u tragediji pojavljuju kao deus ex machina (θεὸς ἀπὸ μηχανῆς). Glumac je morao biti vješt u deklamaciji i pjevanju i melodramskom prikazivanju, tj. deklamaciji uz pratnju frule, a morao je znati i bar malo plesati. Jampski trimetri su kazivani, a ono što je bilo u drugim metrima, kao i replike koje su izmjenjivali hor i glumci, to se ili pjevalo ili se recitiralo uz frulu.

#### Maske
Glumci su na pozornici nosili upadljivu odjeću i obuću te maske ili obrazine ili ličine (πρώσοπα), a sve su se te sastavnice razlikovale u različitim vrstama drame: u tragediji, komediji i satirskoj igri. Maske su u nastarije vrijeme pravljene od kore drveta, a kasnije obično od platna. Na slikama se vidi da su na prednjoj strani imale veliki otvor za usta i dva manja za oči. Razlikovale su se tipične ili karakterne i netipične ili individualne maske. Maske u staroj komediji, ako su i imale periku ili vijenac, uglavnom su ličile na osobe koje su se u predstavi kritizirale, odnosno bile su potreti suvremenika ili su bile načinjene tako da budu što smješnije, odnosno kao karikature. U novoj komediji bile su 43 tipične maske: 8 za starce, 11 za mladiće, 7 za robove, 3 za stare robinje, 14 za mlade robinje. Za maske u srednjoj i novoj komediji Platonije kaže: "Ni maske nisu jednako pravili kao u staroj komediji. U staroj pravili su maske slične onim licima koja su izvrgnuta ruglu, i to zato da bi se lice po sličnosti odmah prepoznalo, prije no što glumac išta kaže. U srednjoj i novoj napravili bi maske namjerno za smijeh (...) trudeći se da ni slučajno ne liče na nekog makedonskog službenika i da ne bi pjesnik pao u sumnju kako se namjerno ruga i tako nastradao. Ta na maskama u Menandrovoj komediji vidimo kakve obrve imaju i kako su im usta iskrivljena: i uopće nisu kao kod ljudi". Maske je pravio "maskar" ili "obrazinar" (σκευοποιός), za kojeg Aristotel kaže: "Za oblikovanje prizora još je važnija vještina obrazinarska nego pjesnička". No jasno je da su, osobito u staro vrijeme, i sami pjesnici bili uključeni u definiranje izgleda maski, a to se vidi i po tome što su se Frinihu i Eshilu pripisivale osobite zasluge za razvitak maski.

#### Odjeća i obuća
Odjeću koju su glumci nosili u staroj atičkoj komediji poznajemo kako iz navoda u samim dramama tako i iz slika na vazama, posebno onih iz južne Italije, na kojima su predstavljene flijačke scene, koje su u značajnoj mjeri nalikovale komediji u Ateni. No postoje i atičke vaze, sa scenama iz vremena koje prethodi Aristofanu i svim sačuvanim komičnim fragmentima. I koncept komičnog hora sastavljenog od životinja (ptica, kukaca, riba) stariji je od Aristofana, koji ga je povezivao s Magnetovom starom komedijom. Na jednoj amfori iz sredine 6. stoljeća pr. n. e., koja se čuva u Berlinu, naslikani su frulaš i trojica mladića u oklopu, koja su uzjahala trojicu starijih bradatih muškaraca: atenski vitezovi, nekih 125 godina prije no što će ih Aristofan uporabiti kao komični hor. Mlađi su prikazi frulaša i po dvojice plesača obučenih u kostim pijetla (500.‒480. pr. n. e.), koji su naslikani na jednoj drugoj amfori u Berlinu i na jednom vinskom vrču (oinochoe) koji se čuva u Londonu.
Komični glumci bili su obučeni u tradicionalni komični kostim, naprijed s napuhanim jastukom privezanim za trbuh, a iza s golemim jastukom pričvršćenim za stražnjicu, a za muške uloge i s kožnim falusom koji je visio na bedru ispod kratkog ogrtača i koji se, po Aristofanovim riječima, mogao iskoristiti kako bi izmamio smijeh dječaka u publici. Falusni rekvizit bio je od kože, vrha obojenog crveno, a ponekad se kačio i oko vrata. Neka vrsta trikoa ili hula-hopki (σωμάτιον), od kože ili od tkanine, navlačila se preko trbuha i grudi, a bila je toliko skučena da na slikama likovi koji ju nose često izgledaju nagi. Čini se da je taj triko redovno nošen, i nalazimo ga s rupama probušenim u obliku očiju, kao i ukrašenog vezom ili vodoravnim prugama. Ponekad ne prianja uz tijelo, nego pada u naborima. Od druge odjeće koja se nosila uz tijelo, likovi slobodnih ljudi nosili su neku vrstu tunike (ἀμφιμάσχαλος), dok su likovi robova i radnika nosili tzv. eksomis (ἐξωμίς), koji je desnu ruku i rame ostavljao nepokrivene, a nekad i kožuh (διφθέρα ili σπολάς). Hiton se rijetko spominje u Aristofana, ali povremeno se nailazi na neke njegove podvrste (ἡμιδιπλοίσιον, κροκωτίδιον i κροκωτός, koji su nosile žene). Od ogrtača glavni je za muškarce bio himatij (ἱμάτιον), dok su skromnije i jeftinije inačice bile λῃδάριον i τριβώνιον, Udobna kabanica koju su nosili likovi starih ljudi zvala se χλαῖνα, dok je σισύρα bio ogrtač od ovčje kože i također se nosio kao kabanica. Žene su također nosile himatij, čija je podvrsta bio "okružnik" (ἔγκυκλον), možda kružnog oblika. U jednoj sceni Tesmoforijazusa vidimo kako žena oblači odjeću ovim redom: triko (σωμάτιον), božurni hiton (κροκωτός), pojas (στρόφιον) i "okružnik" (ἔγκυκλον).
Od pokrivala za glavu u tekstovima se spominje κυνῆ ("kožna kaciga"), dok su slikama predstavljeni najraznovrsnije kape, npr. šešir širokog oboda (πέτασος) na Hermesu. U određenim prilikama na glavu su se stavljali vijenci. Za žene se spominje da na glavi imaju mrežice (κεκρύφαλοι), povezače (μίτραι) i perike (κεφαλαὶ περίθετοι).
Što se tiče obuće, na slikama su glumci uglavnom predstavljeni bosi, ali to je svakako samo zbog nepažnje umjetnikâ. U tekstovima se spominju papuče od crvene kože (ἐμβάδες), zatim "lakonske" (Λακωνικαὶ) za muškarce i "perzijske" (Περσικαὶ) za žene. U specijalnim prilikama glumac je u komediji nosio obuću s veoma visokim drvenim đonom, zvanu koturn (κόθορνος), koja je inače bila uobičajena obuća tragičnih glumaca.
Neka lica u komediji imala su i svoja specijalna obilježja; na primjer, kad Dioniz oponaša Herakla u Žabama, u ruci drži toljagu i ogrnut je lavljom kožom, dok je na slikama Zeus predstavljen s munjom u ruci. Dakako, groteskni likovi bili su obučeni u jednako groteskni kostim, kao npr. Pseudartabas u Aharnjanima.
Što se tiče kostima članova hora, čini se da se u staroj atičkoj komediji odjeća sastojala od trikoa (σωμάτιον), hitona (χιτών) i himatija (ἱμάτιον), od kojih se ovaj posljednji skidao prije plesne točke. Naravno, kad je to zahtijevala tematika komada, horeuti su nosili najčudnovatije fantastične ukrase, npr. u obliku osa, ptica, oblaka, žaba: Aristofanove ose same kažu da imaju žalac, a za oblake se doznaje iz sholija da su imali šarene himatije. Dio kostima članova hora bio je, dakako, i falus, ali glumci u novoj komediji više ga nisu nosili. Na nogama su horeuti nosili sandale (σανδαλίσκοι).
U novoj komediji mijenja se groteskni kostim stare komedije i još više se približava odjeći u običnom životu. I dalje se često nailazi na triko (σωμάτιον), ali bez napuhanih jastuka ispod njega, koji su bili karakteristični za staru komediju. Dugi hiton obično nose slobodni muškarci svih uzrasta, parazit te neki robovi, a kratki hiton vojnici i većina robova. Himatij su nosili muškarci iz svih slojeva, pri čemu se njegov donji dio prebacivao preko lijevog ramena. Hlamidu (χλαμὺς), vrstu putne kabanice, nosili su vojnici. Pastirski ogrtač nazvan κοσύμβη vjerojatno je bio neka vrsta marame koja bi se obavila oko tijela ili bi se prebacila preko ramena; ἐγκόμβωμα ili ἐπίρρημα bio je bijeli plašt koji su nosili robovi i zavezivao se tako da je obje ruke ostavljao slobodnim. Na nogama su uglavnom nosili neku vrstu skučenih hula-hopki, a samo rijetko svojevrsne široke hlače. Kuhari su nosili pregaču (διπλῆ). Na slikama su glumci u novoj komediji uglavnom nepokrivenih glava, no vojnik se nalazi s okruglim ravnim šeširom. Na nogama glumci su nosili obuću sa zatvorenim prstima (ἐμβάς) ili pak obuću koja je ostavljala otvorene prste, a nailazi se i na čarape. Likovi žena nosili su hiton koji je dopirao do poda i često se zvao συμμετρία, a preko njega navlačile su himatij. Što se tiče dodatnih rekvizita za pojedine likove, čujemo da su starci imali zakrivljeni štap za šetnju (καμπύλη); seljaci su imali ravnu motku (λαγωβόλον), torbicu (πήρα) i kožnu tuniku; svodnici su imali ravnu palicu koja se zvala ἄρεσκος parazit je imao posudicu s uljem (λήκυθος) i strigil (στλεγγίς), tj. strugalicu za tijelo; vojnik je imao mač.
Kostimi koje su nosili različiti tipski likovi razlikovali su se i po boji. Tako su, prema Juliju Poluku, starci nosili bijelu odjeću, mlađi ljudi (νεώτεροι) crvenu ili tamno ljubičastu (φοινικὶς ἤ μελαμπόρφυρον ἱμάτιον), dok je odjeća mladeži (νεανίσκοι) bila ljubičasta, premda Elije Donat kaže da je bila šarena (discolor). Paraziti su imali crne ili sive ogrtače, vojnik purpurnu hlamidu, a robovi i obrtnici bijeli himatij. Starije žene nosile su odjeću tamno plave boje (ἀερίνη) ili boje zelene jabuke (μηλίνη), osim svećenica, koje su se oblačile u bijelo. Svodnice su oko glave omotavale ljubičastu traku. U Ateni je postojao zakon da hetere trebaju nositi odjeću jarkih boja, a na slikama su predstavljene u crvenom ili žutom hitonu i u bijelom ili žutom himatiju. Koketna djevojka (ἅβρα περίκουρος) nosila je bijeli hiton, a heterina služavka (παράψηστον θεραπαινίδιον) hiton boje šafrana.

### Hor
Prema glumcima stajao je hor, koji je bio i jedna od temeljnih sastavnica atičke komedije, a sastojao se od 24 člana, horeuta (χορευταί), koje je predvodio horovođa ili korifej (κορυφαῖος). Za hor se starao horeg, čija se dužnost nazivala horegijom i pripadala je u tzv. liturgije, tj. službe koje je za narod obavljao bogati građanin. Horegija za tragične predstave uvedena je nakon Klistena, a ranije su se o tragičnim horovima brinuli Pizistratidi. A "komičnim pesnicima", kaže Aristotel, "arhont je tek kasno odobrio hor, a njega su ranije činili dragovoljci"; to se dogodilo između 465. i 450. pr. n. e., kad je uvedena scenografija. Arhont je odlučivao kojem pjesniku će se dodijeliti koji horeg kako bi spremio hor. Horeg je morao hor sastaviti, opremiti i pronaći mu frulaše i učitelja koji će ga uvježbati. Demetrije Faleranin ukinuo je sustav horegije 310. pr. Kr. i postavio jednog agonoteta na mandat od godinu dana, koji je za Velike Dionizije prilikom svih nadmetanja vršio funkcije i arhonta i horega.

### Publika
Pravo posjećivati kazališne predstave imali su u Ateni građani, meteci i stranci, a robovi najvjerojatnije samo kao pratitelji svojih gospodara. Postavljalo se pitanje o tome je li ženama bilo dopušteno prisustvovati komičnim predstavama, kao što su svakako mogle prisustvovati tragičnim. Čini se da je zakon dopuštao ženama prisustvo komičnim predstavama, a da su one tu mogućnost i koristile vidimo, na primjer, za staru komediju po jednom stihu u Aristofanovom Miru, za novu komediju po jednom fiktivnom Menandrovom pismu iz pera Alkifronova, a za rimsko doba po tome što su određena mjesta u Dionizovom kazalištu bila namijenjena svećenicama. Osim toga, tragedija i komedija činile su jedinstveni, povezani događaj, pa je dopusnica za prisustvo tragičnim nadmetanjima prirodno podrazumijevala dopusnicu i za komične predstave. Ali to ne znači da su sve žene i prisustvovale, a može se pretpostaviti da su npr. mnoge djevojke iz uglednih obitelji izbjegavale takve predstave. Da sve žene nisu prisustvovale može se možda pretpostaviti na osnovi jednog odlomka iz Ptica. Dečaci su svakako prisustvovali.

## Baština grčke komedije
Aristofanova politička komedija nije našla neposredne nastavljače u kasnijoj grčkoj komediji, ali se odjeci i utjecaji njegovog djela osjećaju od 16. stoljeća. Andreas Divus preveo je 1528. u Veneciji njegove komedije na latinski, i ti su se prijevodi u doba renesanse čitali diljem Europe. U Francuskoj je Jean Racine napisao svoju komediju Les Plaideurs (1668.) inspiriran Osama, a na Aristofana će se ugledati i Émile Augier, Victorien Sardou, Edmond Rostand i drugi; u Engleskoj Ben Jonson, Francis Beaumont i John Fletcher, te Thomas Middleton, Henry Fielding, sir George Otto Trevelyan i drugi, a u Njemačkoj August von Platen-Hallermünde, Goethe, Ludwig Tieck, Heinrich Hoffmann i Robert Prutz. Goethe, koji je u Aristofana našao topliju i živahniju vrstu komedije od one koju je vidio kod Terencija i Plauta, priredio je kratku dramu Die Vögel ugledajući se na Ptice i prikazao je u Weimaru. Tijekom 19. i 20. stoljeća Aristofanu su se okretali i konzervativci i revolucionari: Anatolij Lunačarski, prvi sovjetski komesar za kulturu i obrazovanje, izjavio je da će Aristofan uvijek imati svoje mjesto u proleterskom kazalištu, dok su, s druge strane, konzervativni pruski intelektualci Aristofana smatrali duhovitim protivnikom društvene promjene.
Nova komedija, doduše preko Plauta i Terencija, izvršila je snažan utjecaj na europsku književnost, koji je posebno izražen u komedijama Williama Shakespearea, Bena Jonsona, Williama Congrevea i Williama Wycherleya, kao i Molièrea, Goldonija i drugih dramskih pisaca. U krajnjoj liniji, svaka suvremena romantična komedija i komedija intrige duguje mnogo toga senzibilitetu nove atičke komedije.